# Wielka Armada
Wielka Armada (hiszp. Grande y Felicísima Armada), także Niezwyciężona Armada, Hiszpańska Armada – flota hiszpańska biorąca udział w wyprawie na Anglię, zniszczona w 1588 roku.

## Powstanie Wielkiej Armady
W drugiej połowie XVI wieku angielscy korsarze nasilili ataki na hiszpańskich liniach komunikacyjnych wiodących do Indii Zachodnich. Początkowo czerpali zyski z przemytu i handlu (w tym również niewolnikami), następnie przeszli do ataków pirackich zagrażających żegludze handlowej, szczególnie przewożącej srebro i złoto, oraz bezpieczeństwu miast w hiszpańskich koloniach w Nowym Świecie. Na dodatek, królowa angielska Elżbieta I oficjalnie poparła walczących o niezależność powstańców w Niderlandach Hiszpańskich podpisując Traktat z Nonsuch, oraz wysyłając w 1585 roku pomoc finansową i armię pod dowództwem Roberta Dudleya. Kolejnym powodem do wojny między Hiszpanią a Anglią była chęć wsparcia angielskich katolików po egzekucji w 1587 roku katolickiej pretendentki do tronu Marii Stuart, która w swoim testamencie  przekazała roszczenia do angielskiego tronu Filipowi II.
W listopadzie 1586 roku Hiszpanie rozpoczęli przygotowania do wyprawy. Jej dowódcą mianowano doświadczonego admirała Álvaro de Bazána, markiza Santa Cruz. Zaproponował on przeprowadzenie bezpośrednio na Anglię wielkiej operacji desantowej, w której miało uczestniczyć 200 okrętów i 60 tys. żołnierzy wraz z całym zapleczem logistycznym. Pomysł ten okazał się niewykonalny, głównie za względu na olbrzymie koszty (8–10 mln dukatów), przekraczające roczne przychody hiszpańskiego budżetu (ok. 9 mln dukatów). Zamiast tego król Filip II, po konsultacji z doradcą wojskowym don Juanem de Zunigą, zaproponował wysłanie znacznie mniejszej floty 130 okrętów, która miała połączyć swe siły z wojskami Aleksandra Farnese, księcia Parmy, stacjonującymi we Flandrii w sile 31 tys. żołnierzy (z czego 17 tys. miało brać udział w inwazji na 200 barkach desantowych, a 14 tys. miało zostać jako przeciwwaga dla powstańców niderlandzkich).
W lutym 1588 roku, w trakcie przygotowań do wyprawy, umarł w Lizbonie dotychczasowy dowódca hiszpańskiej floty, markiz Santa Cruz. Na jego następcę król Filip II wyznaczył Alonso Pereza de Guzmana el Bueno, księcia Medina-Sidonia, który był znany jako świetny administrator, ale nigdy nie dowodził na morzu. Zdawał sobie z tego doskonale sprawę i usiłował uchylić się od dowództwa: Flota jest tak ogromna, a przedsięwzięcie takiej wagi, iż wydaje się nieszczęśliwym powierzenie odpowiedzialności za nią osobie nie posiadającej doświadczenia w prowadzeniu wojny morskiej. Król był jednak nieprzejednany.

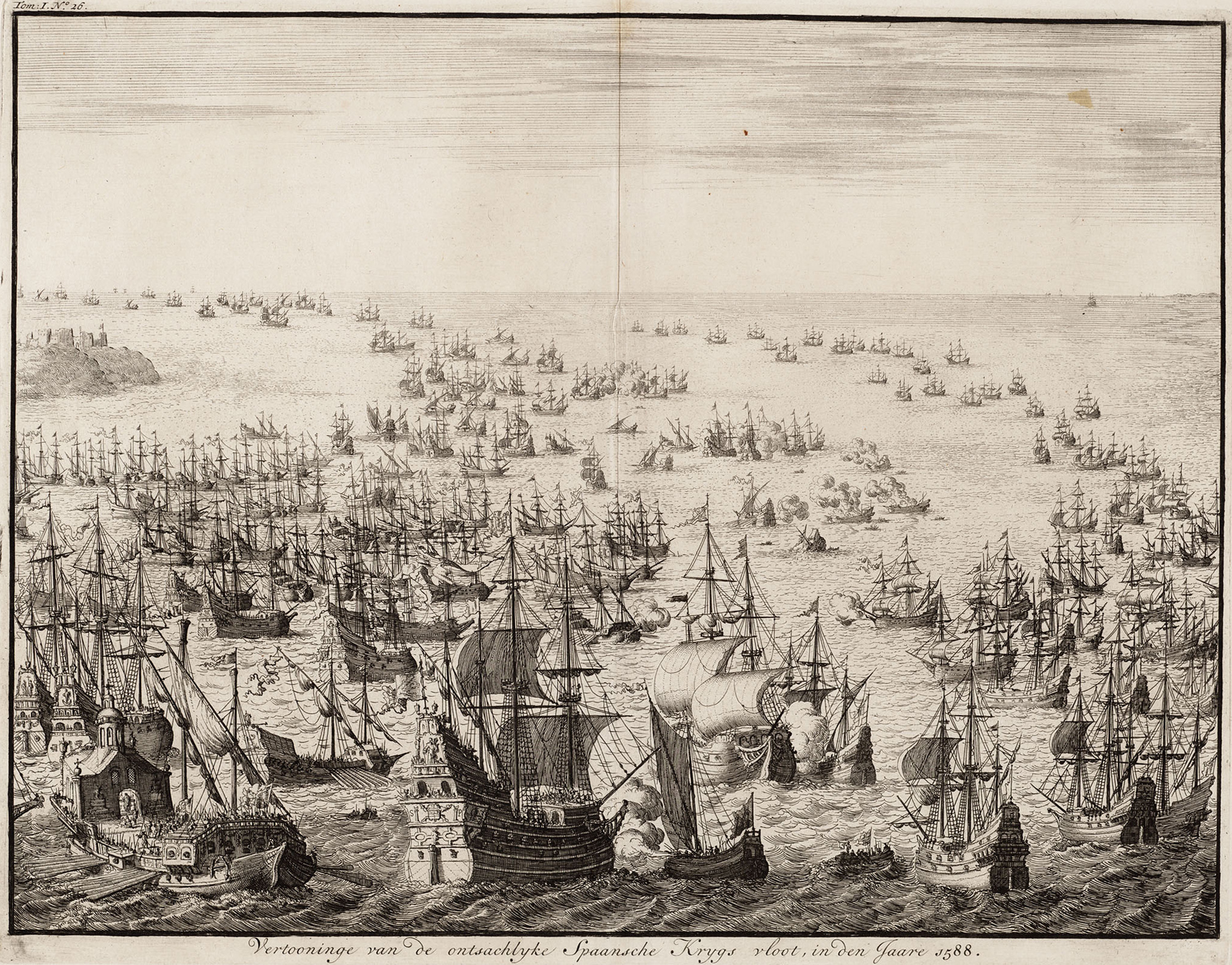
Wielka Armada na sztychu Jana Luykena z 1679 roku

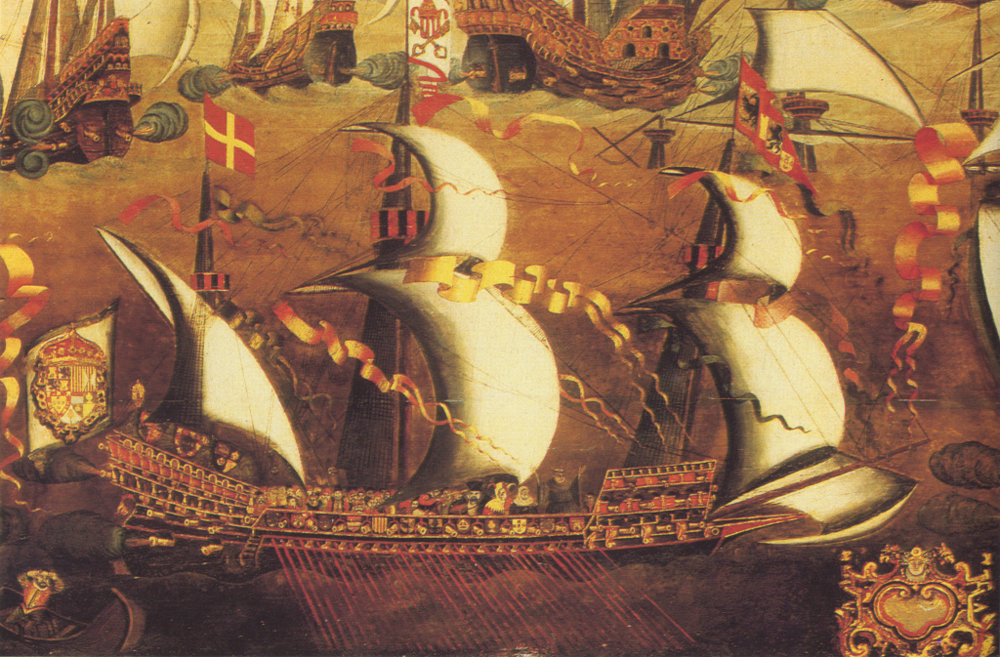
Hiszpański galeas wchodzący w skład Wielkiej Armady

### Uzbrojenie i charakterystyka
Flota hiszpańska składała się z 130 okrętów i statków zaopatrzeniowych podzielonych na 7 eskadr:
1. Eskadra portugalska pod dowództwem księcia Medina-Sidonia, licząca 12 statków, w tym 10 galeonów, z okrętem flagowym San Martin (48 dział).
2. Eskadra biskajska – dowódca Juan Martinez de Recalde – 13 statków (w tym 9 dużych karak, zwanych po hiszpańsku „nao”), z okrętem flagowym „Santa Ana” (30 dział).
3. Eskadra kastylijska – dowódca Diego Flores de Valdez – 16 statków (w tym 11 galeonów i 3 „nao”), z okrętem flagowym „San Cristóbal” (36 dział).
4. Eskadra andaluzyjska – dowódca Pedro de Valdez – 11 statków (w tym 1 galeon i 9 „nao”), z okrętem flagowym „Nuestra Señora del Rosario” (46 dział).
5. Eskadra z Gipuzkoi – dowódca Miguel de Oquendo – 14 statków (w tym 10 „nao”), z okrętem flagowym „Santa Ana” (47 dział).
6. Eskadra lewantyńska – dowódca Martin de Bertendona – 10 statków, wszystkie „nao” (karaki), z okrętem flagowym „La Regazona” (30 dział).
7. Eskadra holków (statki z zapasami i zaopatrzeniowce) – dowódca Juan Gomez de Medina – 23 statki zaopatrzeniowe, z okrętem flagowym „El Gran Grifón” (38 dział).

Ponadto eskadra galeasów – 4 galeasy z okrętem flagowym „San Lorenzo” (50 dział) – i dodatkowa eskadra małych okrętów.
Flota hiszpańska nie była jednorodna, nawet w ramach jednej eskadry. Wśród okrętów znalazły się jednostki o różnorodnym tonażu, uzbrojeniu i właściwościach żeglugowych, w tym:
- 22 galeony, z czego:
  - 8 jednostek o wyporności 500–600 ton z 24 działami,
  - 8 jednostek o wyporności do 850 ton z 30–40 działami,
  - 3 jednostki o wyporności 250–350 ton z 20–24 działami,
  - 3 jednostki o wyporności 1000 ton z 50 działami,
- ok. 45 dużych uzbrojonych statków handlowych (głównie karaki i holki),
- 4 galery,
- 4 galeasy.

Na statki zaokrętowano ponad 31 500 ludzi, w tym ok. 8450 marynarzy, 2088 wioślarzy-galerników, 1545 ochotników, w tym szlachciców ze służbą, 180 księży oraz 19 295 żołnierzy. Skład osobowy floty był odzwierciedleniem hiszpańskiej taktyki morskiej, zakładającej walkę na krótki dystans, a następnie abordaż wrogiego okrętu. Armada dysponowała 2830 działami (także działa oblężnicze lądowe, transportowane pod pokładem i nie biorące udziału w bitwie morskiej). Hiszpańska artyleria morska niewiele różniła się od ówczesnej artylerii lądowej. Były to głównie ciężkie działa o długich lufach, spoczywające na długich drewnianych lawetach o dwukołowym podwoziu. Działa takie, aby uniknąć odrzutu, przymocowywano linami do burty; były one bardzo kłopotliwe w obsłudze. Wymagały obsługi bosmana-artylerzysty i co najmniej 6 żołnierzy na działo. Ich główną wadą była niska szybkostrzelność (jeden strzał co 15 min. przy doświadczonej załodze), co znacznie utrudniało walkę z wrogiem, który preferował manewr oraz wykorzystanie większej donośności angielskich dział, nie pozwalał zbliżyć się na odległość umożliwiającą abordaż. Hiszpańskie okręty posiadały też wysokie nadbudówki, będące dobrą platformą dla żołnierzy uzbrojonych w muszkiety i broń drzewcową, skąd mogli oni skutecznie razić przeciwnika na krótki dystans.

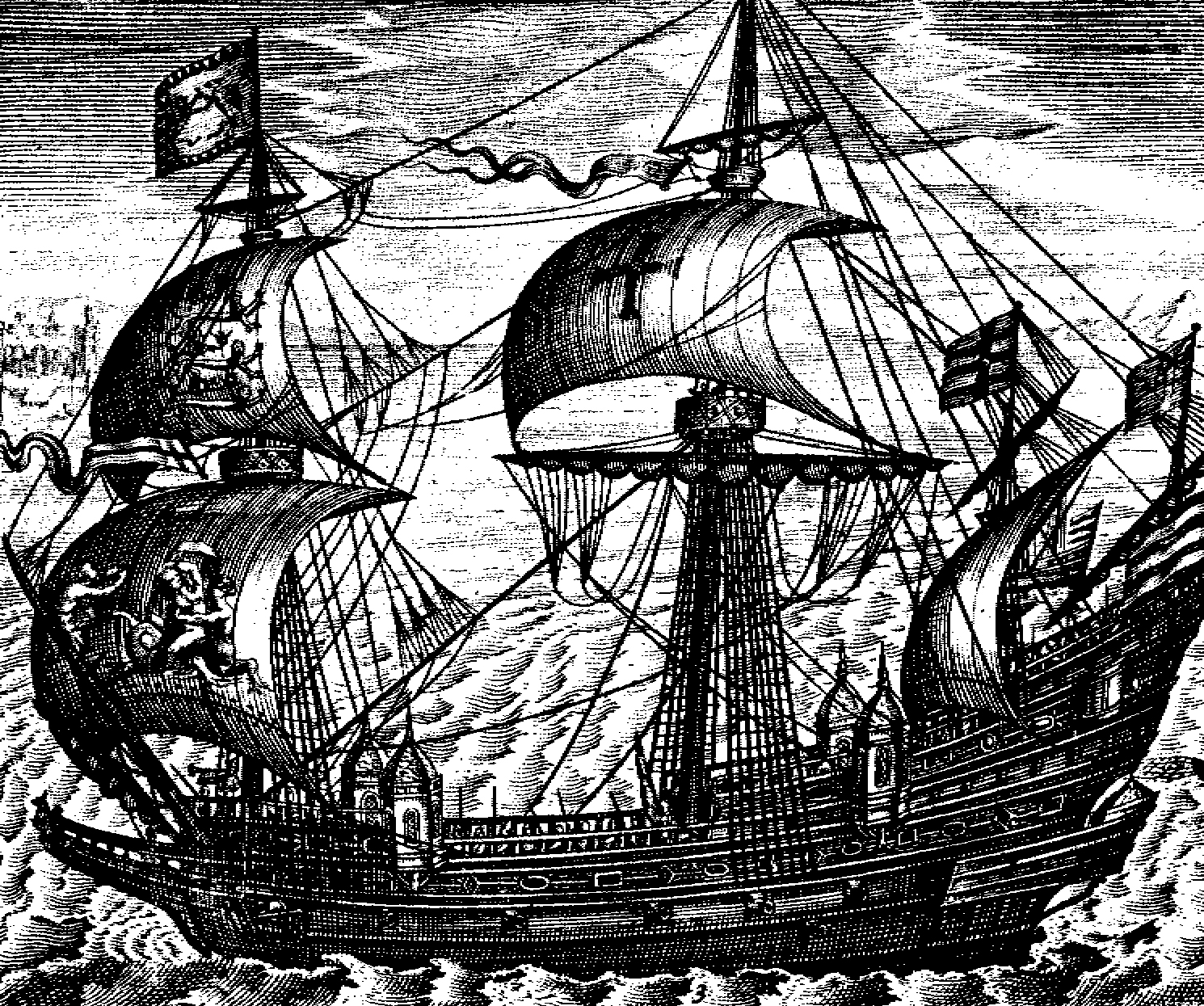
Galeon „Ark Royal”, okręt flagowy Lorda Wysokiego Admirała Charlesa Howarda podczas walk z Wielką Armadą, XVII-wieczny sztych Claesa Janszoona Visschera

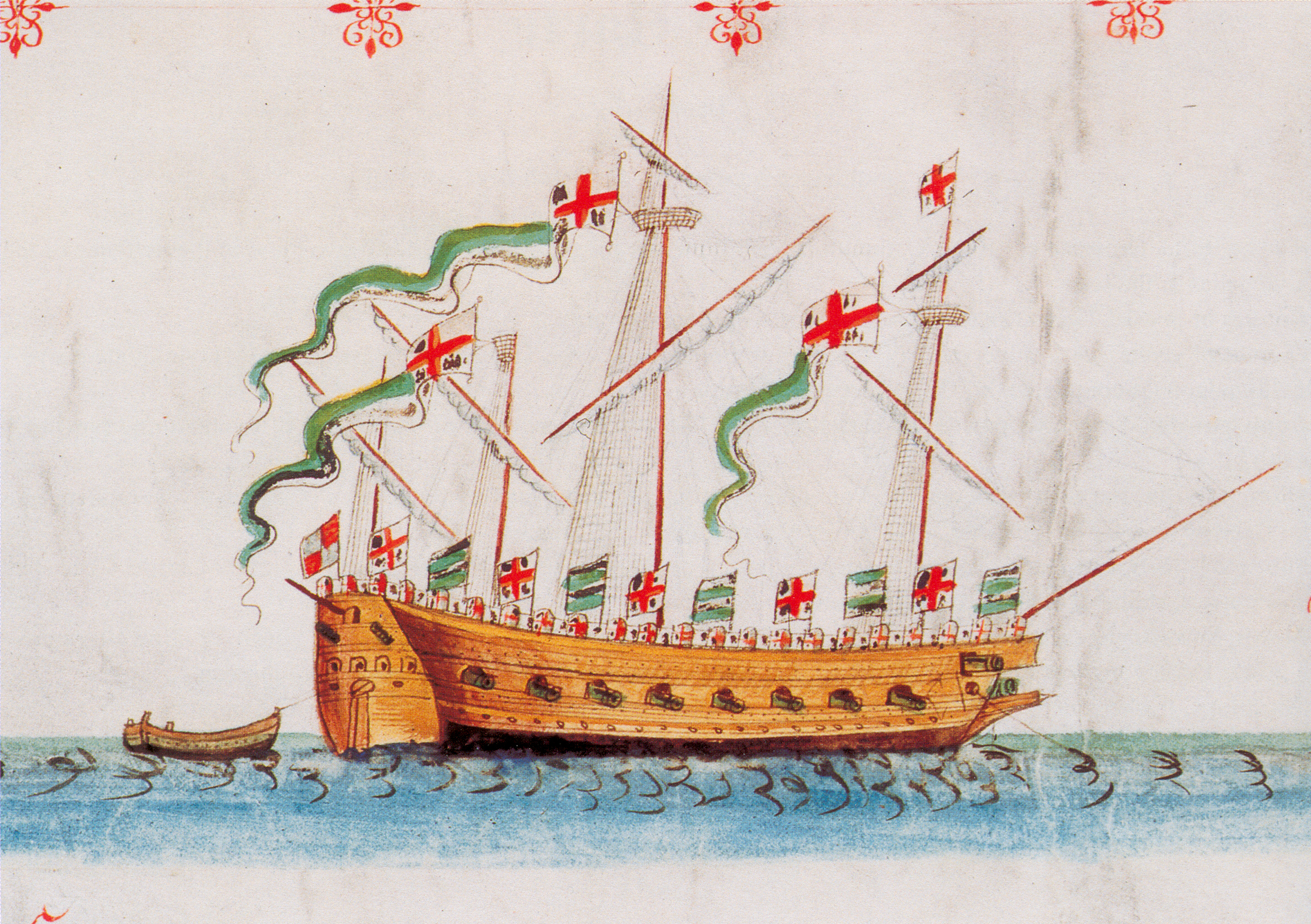
„Tiger”, trójmasztowy galeas wchodzący w skład floty angielskiej walczącej z Wielką Armadą, na ilustracji w „Anthony Roll”, 1546

Armada na kanale La Manche płynęła w szyku bojowym półksiężyca, jaki stosowano np. w bitwie pod Lepanto. Szyk ten dobrze chronił centrum floty, składające się z mało zwrotnych statków zaopatrzeniowych, uniemożliwiał jednak sprawne manewrowanie, całkowicie oddając inicjatywę sprawniejszym okrętom angielskim. Ponadto cała Niezwyciężona Armada płynęła z prędkością najwolniejszych okrętów – 3 węzły (ok. 5,5 km/h).

## Flota angielska
Flota angielska składała się z 34 okrętów królewskich, z których cztery („Revenge”, „Vanguard”, „Rainbow” i „Ark Royal”) wybudowano w 10-leciu poprzedzającym inwazję pod kierunkiem Skarbnika i Nadzorcy Floty Johna Hawkinsa. W porównaniu z galeonami hiszpańskimi miały one znacznie obniżoną nadbudówkę dziobową (forkasztel), silniejsze jednorodne uzbrojenie oraz były szybsze i zwrotniejsze dzięki smuklejszym kształtom kadłuba. Ich główną bronią była artyleria umieszczona na specjalnych czterokołowych wózkach mocowanych do burty systemem lin i bloczków, co umożliwiało łatwy transport oraz, co najważniejsze, szybką i sprawną obsługę, prowadzącą do 2-3-krotnie większej szybkostrzelności w porównaniu do dział hiszpańskich. Ponadto obsługa dział pokładowych była szkolona w powtarzalnym prowadzeniu ognia całą burtą, dzięki czemu górowano w bitwie na dystans, nie dopuszczając wroga do abordażu. Pozostałe okręty królewskie, wybudowane wcześniej i przypominające konstrukcje hiszpańskie, zostały, dzięki staraniom Hawkinsa, zmodernizowane do nowych standardów, głównie poprzez obniżenie nadbudówek i zmianę takielunku. Na tych właśnie okrętach spocząć miał główny ciężar walk. Porównując okręty hiszpańskie do angielskich, Walter Raleigh powiedział: Największe okręty są najmniej użyteczne, mają głębokie zanurzenie i są niezwykle kosztowne [...] ponadto są mniej zwrotne [...]. Grando navio, grande fatiga (wielki okręt, wielka fatyga) – jak mówią Hiszpanie. Sześciusettonowy okręt uniesie tyleż samo dział co tysiąctonowy, a [...] mniejszy zdąży się obrócić dwa razy wokół burty, nim większy obróci się raz. Pozostałe uzbrojone 163 statki handlowe nie przedstawiały tak dużej wartości bojowej (zwłaszcza że 108 spośród nich miało poniżej 100 ton wyporności i słabe uzbrojenie). Jednak w momencie wyjątkowego niebezpieczeństwa każdy statek miał znaczenie.
Dowódcą floty angielskiej został Charles Howard na okręcie flagowym „Ark Royal” i podlegali mu pozostali admirałowie:
- Henry Seymour - okręt flagowy „Rainbow”
- Francis Drake - okręt flagowy „Revenge”
- John Hawkins - okręt flagowy „Victory”
- Martin Frobisher - okręt flagowy „Triumph”

## Zmagania

### Prolog: atak na Kadyks
Hiszpańskie przygotowania do wojny nie uszły uwagi Anglików. W kwietniu 1587 roku Francis Drake i Thomas Fenner wyruszyli z Plymouth na czele eskadry 33 statków z zamiarem zaatakowania floty hiszpańskiej w jej własnych portach, zadania jej jak największych strat i uniemożliwienia jednostkom koncentracji w Lizbonie, skąd miała wyruszyć Armada. Hiszpańska flota skoncentrowała się w dwóch portach: w Lizbonie i Kadyksie.

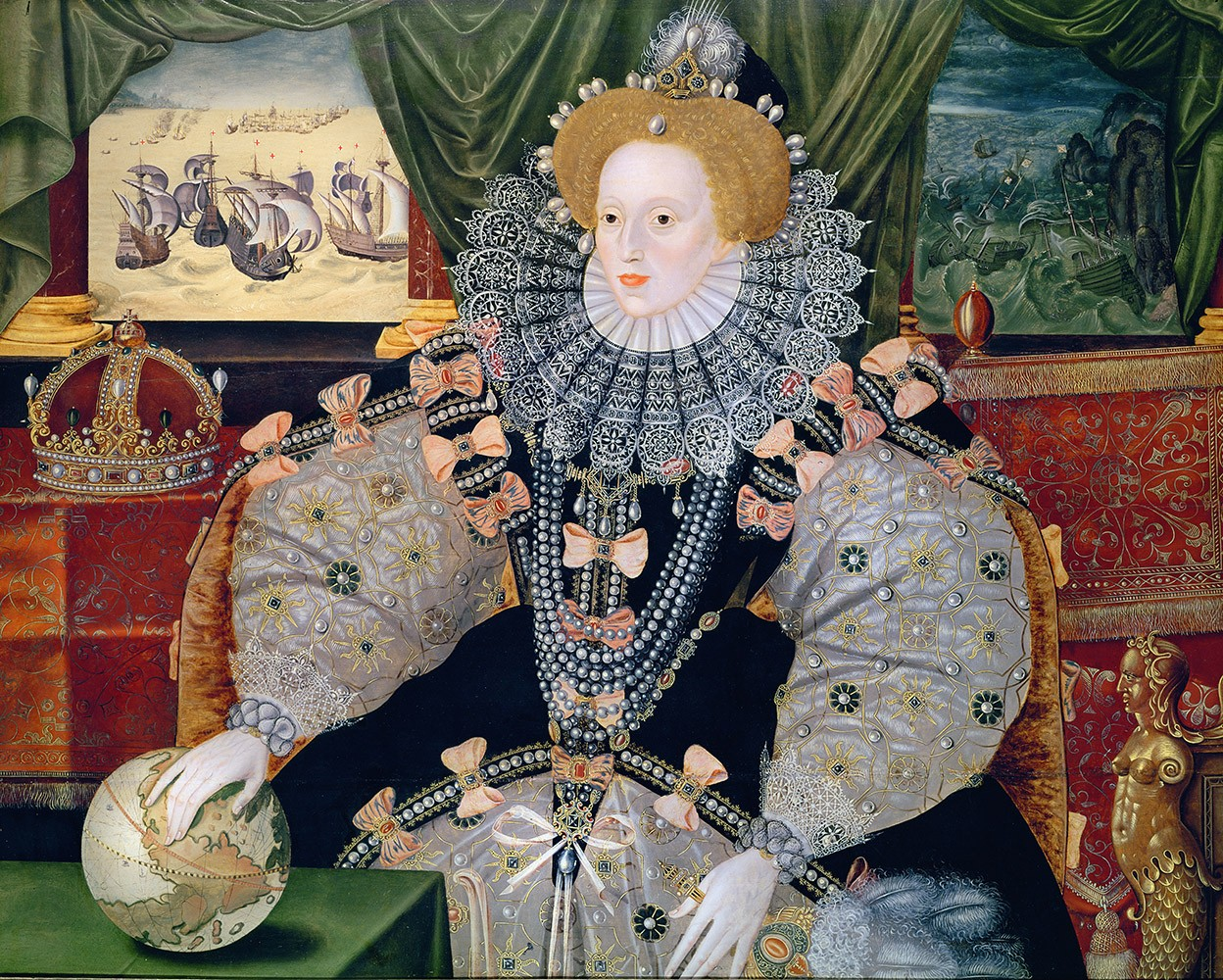
Elżbieta I z Wielką Armadą, portret autorstwa George’a Gowera, około 1588 roku (po lewej u góry bitwa pod Gravelines, po prawej u góry zagłada Armady u wybrzeży Irlandii)

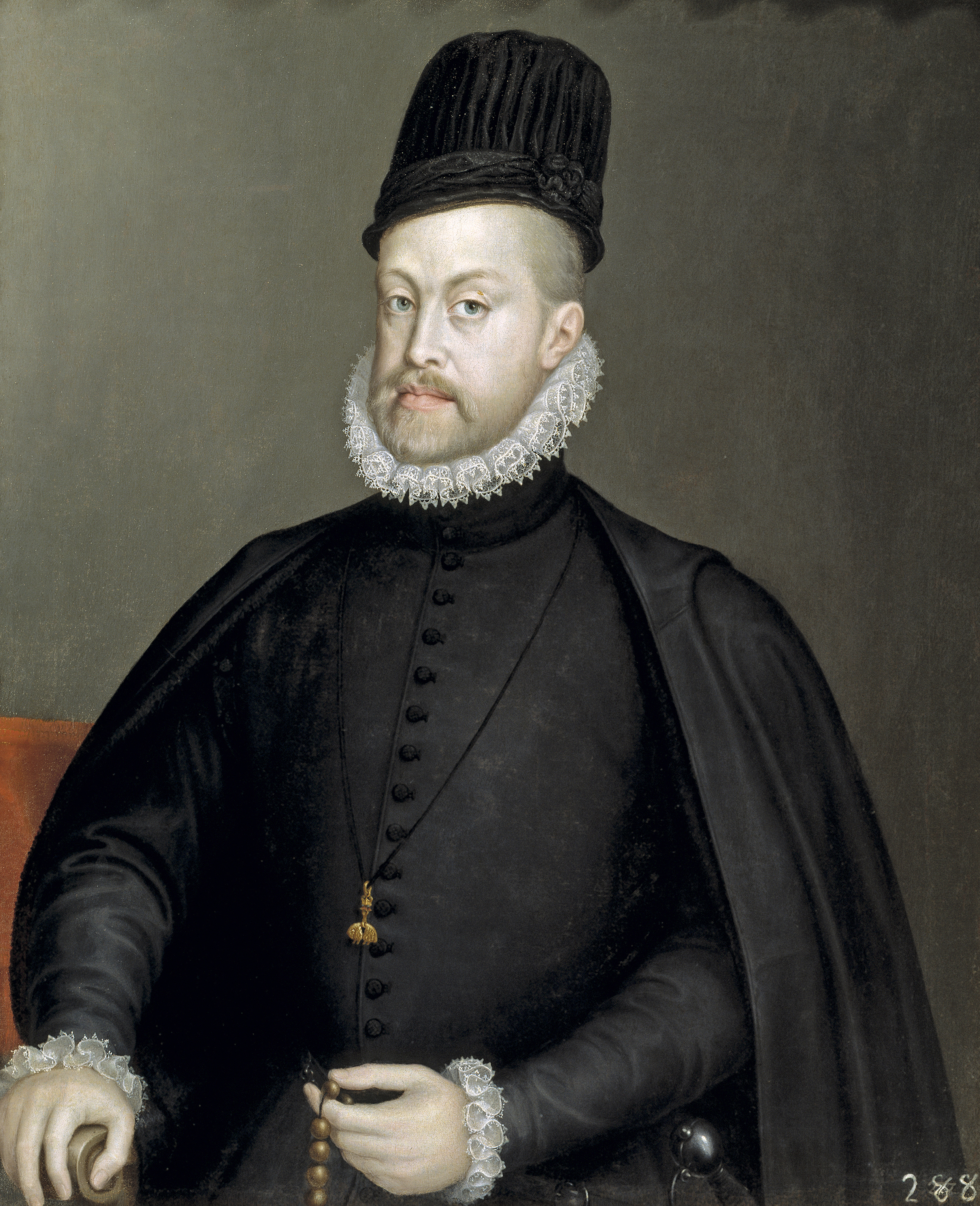
Król Hiszpanii Filip II Habsburg, obraz Sofonisby Anguissoli, po 1570 roku

Atak na Lizbonę, której port odznaczał się wąskim wejściem, dobrze chronionym przez artylerię nadbrzeżną, był zbyt ryzykowny, pozostawał więc Kadyks. Port był również silnie broniony i większość płynących z Drakiem oficerów uważała, że bezpieczniej będzie zablokować port i przechwytywać powracające statki. Angielski dowódca miał jednak zaufanie do umiejętności i morale swoich załóg i zdecydował się na atak z zaskoczenia. W liście do doradcy królowej Francisa Walsinghama pisał: Chwała Bogu, nie wyobrażam sobie, aby jakąkolwiek inną flotę cechowało kiedyś takie wzajemne duchowe porozumienie, jakie dostrzegam u nas. Widzę, że każdy z ludzi jest częścią jednego ciała, które stanąć ma w obronie naszej Najłaskawszej Królowej i naszego kraju przeciwko Antychrystowi i jego poplecznikom... Gdybyś Wasza Miłość widział teraz tę flotę pod żaglami i zdecydowanie, z jakim ci ludzie przystępują do akcji. Atak okazał się spektakularnym sukcesem, zaskoczeni obrońcy nie byli w stanie stawić skutecznego oporu. Zniszczono 24 (według innych źródeł 33) statki o wyporności ok. 10 000 ton, w tym dwa wielkie galeony (o wyporności odpowiednio 1200 i 1500 ton), z których jeden był okrętem flagowym Hiszpanów, oraz zdobyto 4 statki jako pryzy, jak również zniszczono zapasy przygotowywane dla floty. Jak się później okazało, dla Hiszpanów szczególnie dotkliwa była utrata dziesiątków tysięcy sezonowanych wysuszonych klepek drewnianych przeznaczonych na beczki, przez co produkty żywnościowe i wino przechowywane w beczkach ze świeżego drewna szybko ulegały zepsuciu, o czym załogi Armady przekonały się już miesiąc po wyjściu w morze. Zniszczono również Sagres oraz 47 mniejszych statków i 50–60 łodzi rybackich. Ostatnim wyczynem było zdobycie na wysokości Azorów dużej karaki (według innych źródeł galeonu) „Sao Felipe”, powracającej z Indii Wschodnich z ładunkiem kosztowności, przypraw i innych towarów o wartości 114 000 ówczesnych funtów. Dla porównania królowa Elżbieta I dysponowała wtedy rocznym dochodem ok. 200 000 funtów. Po powrocie z wyprawy Drake miał powiedzieć, że osmalił brodę królowi Hiszpanii. Głównym skutkiem ataku na Kadyks było opóźnienie wyruszenia Wielkiej Armady o jeden rok. W tym czasie umarł doświadczony żeglarz i dowódca hiszpańskiej floty markiz Santa Cruz, a jego śmierć spowodowała, że zwycięstwo Hiszpanii przestało być pewne. Sceptycyzm wyraził nawet popierający bezwarunkowo Hiszpanów w ich walce z „heretykami” papież Sykstus V: Spójrzcie tylko na Drake’a! Kim on jest? Jakie ma siły? Przykro nam, ale musimy powiedzieć, że nie jesteśmy najlepszego zdania o hiszpańskiej Armadzie i obawiamy się jakiegoś nieszczęścia.

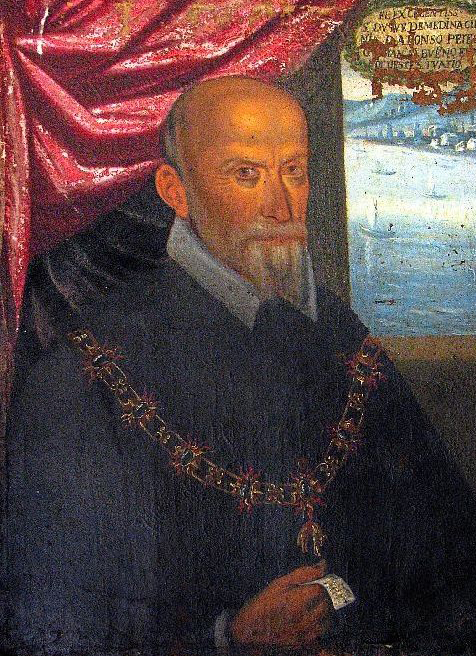
Alonso Perez de Guzman el Bueno, 7 książę Medina-Sidonia, dowódca Wielkiej Armady, XVI wiek, malarz nieznany

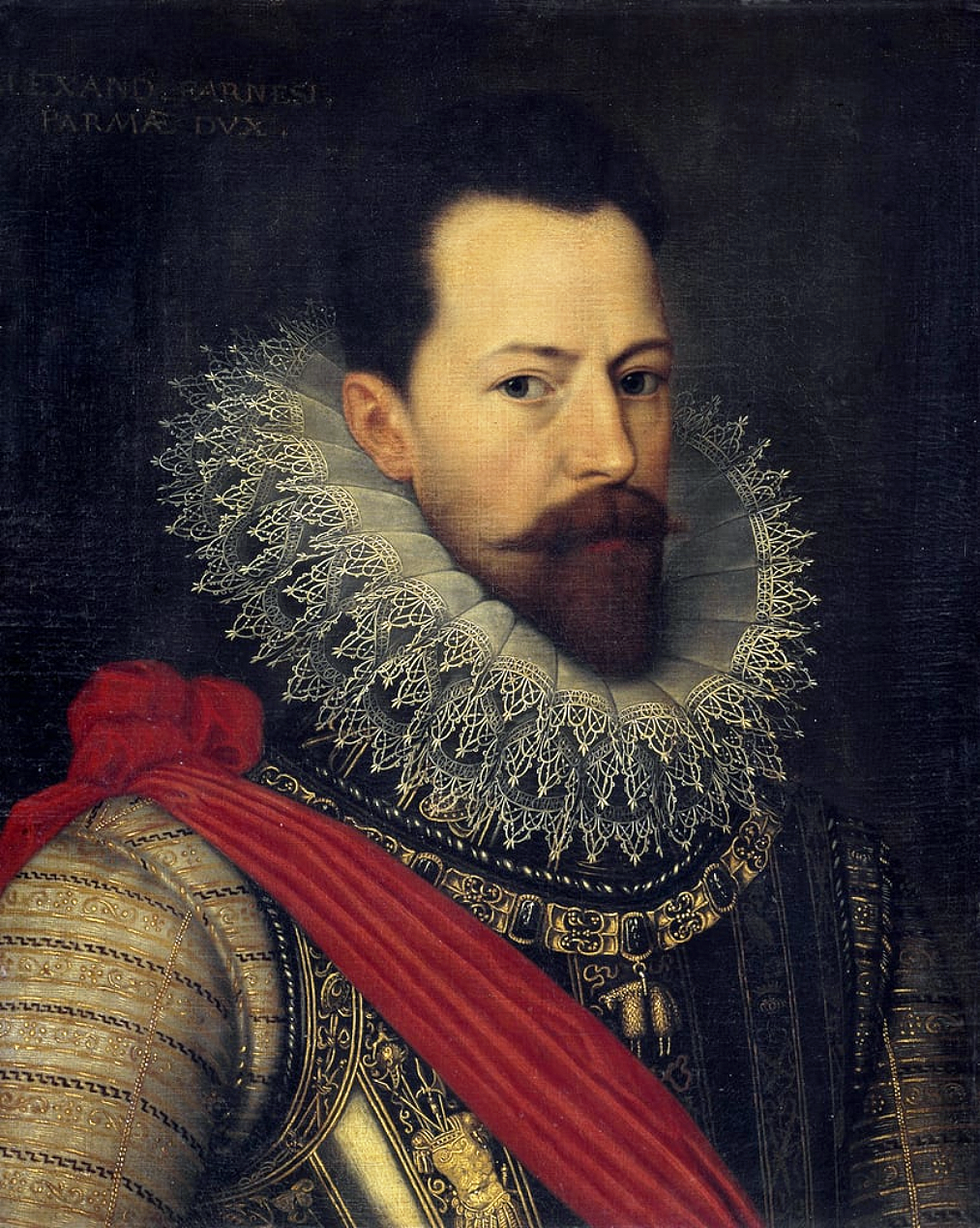
Aleksander Farnese, książę Parmy, rządca Niderlandów Hiszpańskich na obrazie Otto van Veena

### Armada wychodzi w morze
W maju 1588 flota hiszpańska była gotowa do wyruszenia w morze, ale musiała czekać 2 tygodnie w porcie na poprawę pogody. Hiszpanie wyruszyli ostatecznie z Lizbony 28 maja, ale wkrótce Armada natknęła się na sztorm, który uszkodził kilka statków (2 z nich straciły maszty). Na dodatek okazało się, że część zapasów mięsa w solance zaczęła się psuć, a wśród załóg pojawiły się przypadki szkorbutu i czerwonki. Dowódca wyprawy zadecydował, że należy udać się do portu w La Coruña w celu dokonania napraw i uzupełnienia zapasów. Tymczasem statki czekające na możliwość wejścia do portu i stanięcia na redzie zostały rozproszone przez kolejny sztorm. Utracono kontakt z 28 jednostkami, na których znajdowało się ok. 6 tys. osób, postanowiono zatem czekać, aż zbiorą się ponownie. Książę Medina-Sidonia napisał list do króla Filipa II, w którym opisywał sytuację floty oraz swoje obawy co do szans realizacji przedsięwzięcia, ale król rozkazał mu kontynuować wyprawę. Armada wyszła ponownie w morze 21 lipca i kontynuowała rejs po Zatoce Biskajskiej ku wybrzeżom Anglii, korzystając z pomyślnego południowego wiatru. Cztery dni później dowódca wysłał na pinasie posłańca, aby zawiadomił księcia Parmy o zbliżaniu się Armady. Niespokojne wody Zatoki Biskajskiej okazały się zbyt trudne dla 4 galer, które musiały wycofać się z wyprawy i szukać schronienia w porcie. Z powodu złamanego masztu musiał wycofać się też flagowy galeon eskadry biskajskiej „Santa Ana”.
Oczekiwanie bardzo się tymczasem dłużyło Anglikom, którzy utrzymywali flotę w gotowości, a mając ograniczone finanse, mieli kłopoty z zaopatrzeniem. Lord Wysoki Admirał Howard pisał: Mamy tutaj najdzielniejszą kompanię kapitanów, żołnierzy i marynarzy, jakiej Anglia dotychczas, myślę, nie widziała. Byłaby to wielka szkoda, gdyby zabrakło dla nich mięsa, gdy tak bardzo pragną oddać życie w służbie Jej Królewskiej Mości.

### Przybycie Wielkiej Armady na wody angielskie
Po południu 29 lipca 1588 Armada, licząca 125 statków i płynąca w rozciągniętym szyku, osiągnęła przylądek Lizard. Książę Medina-Sidonia rozkazał okrętom zatrzymać się i wezwał starszych dowódców na naradę wojenną, w której wzięli udział wszyscy admirałowie hiszpańscy oraz dowódca oddziałów lądowych Francisco de Bobadilla. Część dowódców doradzała atak na Plymouth w celu zablokowania angielskiej floty w porcie, podczas gdy reszta okrętów i statki zaopatrzeniowe mogłyby płynąć dalej, książę jednak odmówił, podkreślając, że celem Armady jest dotarcie do Flandrii, a nie atakowanie Anglików. Sformowano szyk bojowy i zdecydowano się na utworzenie tymczasowej „eskadry mobilnej”, złożonej z najsilniejszych okrętów, których zadaniem miała być interwencja w momencie największego zagrożenia.
Gdy wiadomość o przybyciu Armady dotarła w Plymouth do lorda admirała Howarda, angielska flota znajdowała się w bardzo niekorzystnym położeniu, gdyż silny przeciwny wiatr i niekorzystne pływy uniemożliwiały jej sprawne wyjście w morze (okręty trzeba było odholowywać, stosując łodzie wiosłowe). Był to moment krytyczny dla Anglików, gdyż Hiszpanie płynący z wiatrem mieli niepowtarzalną okazję zapędzić nieprzyjaciela pozbawionego zdolności manewru do portu i stoczyć bitwę na swoich warunkach. Co więcej, gdyby Hiszpanie po pokonaniu angielskiej floty zdecydowali się na desant, miałby on wszelkie szanse powodzenia, gdyż w Plymouth nie było angielskich wojsk lądowych. Od Kornwalii po Kent Anglicy zdołali co prawda zebrać 25 tys. uzbrojonej milicji do ochrony wybrzeża, ale wartość bojowa tych oddziałów była niewielka (brak przeszkolenia i odpowiedniego uzbrojenia) w porównaniu do hiszpańskich tercios. Howard tymczasem, umiejętnie halsując i wykorzystując lepsze właściwości morskie swych okrętów, wydostał się na nawietrzną – na zachód od Armady. Od tej pory przewaga taktyczna pozostawała w rękach Anglików. Jak słusznie zauważył Drake: Przewaga płynąca z wyboru dogodnego czasu i miejsca jest we wszystkich potyczkach morskich połową zwycięstwa, a okazja raz stracona jest stracona na zawsze.

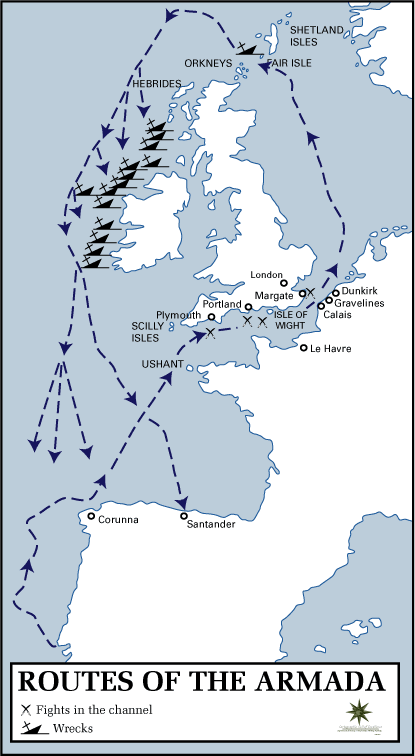
Szlak Wielkiej Armady z zaznaczonymi miejscami bitew na kanale La Manche i miejscami rozbicia się hiszpańskich statków

31 lipca pod Plymouth doszło do pierwszego starcia. Anglicy prowadzili nieskuteczny ostrzał artyleryjski z dużej odległości (ok. 500 m), nie zadając Hiszpanom większych strat. Armada musiała robić na Anglikach ogromne wrażenie. Jeden ze świadków pisał, że okręty hiszpańskie ustawiły się w kształcie półksiężyca, ze skrzydłami rozstawionymi na boki [...] płynąc bardzo powoli, na pełnych żaglach [...], a wody oceanu zdawały się uginać pod ich ciężarem. Tego dnia Hiszpanie zanotowali jednak dwa wypadki – na galeonie „San Salvador”, należącym do eskadry z Gipuzkoi, doszło na rufie do eksplozji amunicji, a okręt flagowy eskadry andaluzyjskiej „Nuestra Senora de Rosario” stracił w zderzeniu bukszpryt i fokmaszt. Ponieważ uszkodzone okręty opóźniałyby rejs całej floty, zostały pozostawione swojemu losowi – „Rosario” o zmierzchu, a „San Salvador” (po ewakuacji załogi i zapasów) w nocy. Po zapadnięciu zmierzchu i ustaniu bitwy Drake otrzymał od Howarda rozkaz śledzenia w nocy Armady oraz wskazywania drogi całej angielskiej flocie poprzez zapalenie rufowej latarni na swoim okręcie „Revenge”. Drake tymczasem kazał zgasić latarnię, zmienił kurs i udał się w pościg za uszkodzonym hiszpańskim „Rosario”. Niesubordynacja Drake’a spowodowała, że okręty Howarda „Ark Royal”, „Mary Rose” i „White Bear” prawie zderzyły się w nocy z centrum hiszpańskiej floty, a pozostałe statki pozbawione przewodnika rozproszyły się.
Nad ranem 1 sierpnia Drake doścignął uszkodzonego „Rosario”, który będąc niesterownym, dryfował. Hiszpański dowódca Pedro de Valdez postanowił poddać się Drake’owi na honorowych warunkach, które tak opisał: Po zapewnieniach o dobrym traktowaniu [...] wszedłem na pokład, gdzie mnie poprosił, aby omówić warunki naszego poddania się. Najlepszym rezultatem, jaki dał się uzyskać z tych rokowań, było bezpieczeństwo naszego życia i uprzejme obchodzenie się z nami, na co dał nam słowo i rękę dżentelmena i obiecał, że potraktuje nas lepiej niż kogokolwiek innego, kto trafi w jego ręce i będzie zabiegał o to, aby królowa podobnie postępowała; wtedy [...] pomyślałem, że dobrze będzie przyjąć jego propozycję. Należy bowiem pamiętać, jakie wtedy obowiązywały reguły postępowania na morzu. W ogłoszonych w 1568 roku z podpisem królowej Regulacjach stosownych dla okrętów i flot Jego Majestatu Króla lub Królowej na morzu w czasie wojennym jasno napisano, że w wypadku zdobycia nieprzyjacielskiego okrętu, do niewoli należało wziąć dowódcę i najlepszych ludzi, resztę zaś załogi z ich jednostką – zatopić. Na „Rosario” Anglicy zdobyli 50 tys. złotych dukatów przeznaczonych na wypłatę żołdu oraz zapasy prochu i żywności. Mimo że Drake próbował się później tłumaczyć ze swojego postępowania, został ostro skrytykowany, szczególnie przez Frobishera, za to, że dla własnych korzyści poświęcił dobro kraju. Nie należy jednak zapominać, że całą swoją karierę zawdzięczał korsarstwu.
Tego samego dnia Anglicy przechwycili porzucony i niesterowny „San Salvador” z zapasem 132 beczek prochu w ładowni, co razem z zapasami zdobytymi na „Rosario” równało się jednej trzeciej zasobów, którymi dotychczas dysponowali. Ponieważ rozproszona w nocy angielska flota zbierała się cały dzień, do starć z Armadą nie doszło.

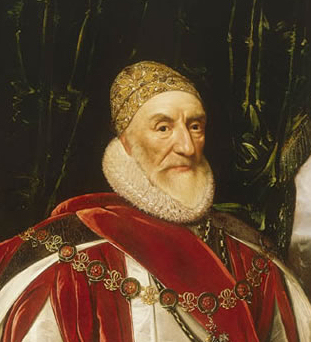
Lord Wysoki Admirał Charles Howard, dowódca angielskiej floty, na obrazie Daniëla Mijtensa z około 1620 roku

2 sierpnia nad ranem wiatr zmienił kierunek na korzystny dla Hiszpanów, co natychmiast postanowili wykorzystać. Armada ruszyła na Anglików u wybrzeży Portland Bill, im jednak udało się dokonać zwrotu i uniknąć abordażu. Kiedy wiatr ucichł całkowicie, książę Medina-Sidonia posłał do boju galeasy (statki mające napęd wiosłowo-żaglowy). Eskadra Frobishera i jego okręt flagowy „Triumph” znalazły się w opałach, ale silny prąd pływowy i brak zdecydowania hiszpańskiego dowódcy eskadry galeasów Hugona de Moncady (za co został później ostro skrytykowany przez księcia Medina-Sidonia) uratowały Anglików. Kolejna tego dnia zmiana wiatru, tym razem na korzystny dla floty angielskiej, pozwoliła włączyć się do boju głównym siłom Howarda, ale nie przyniosła zmiany sytuacji. Hiszpanom udawało się utrzymać zwarty szyk bojowy, a Anglicy, strzelając ze zbyt dużej odległości, nie byli w stanie wyrządzić im większych szkód. Jak zanotował angielski bosman-artylerzysta William Thomas: Trzeba przyznać, że nasz błąd polegał na tym, że tak dużo prochu i kul zużyliśmy [...], a wyrządziliśmy wrogowi stosunkowo mało szkód.
3 sierpnia obie floty kołysały się na morzu przy słabym wietrze, a wieczorem Howard podzielił flotę angielską na 4 eskadry pod dowództwem: Frobishera, Hawkinsa, Drake’a oraz swoim własnym, aby łatwiej było nimi manewrować w nadchodzącej bitwie. Anglicy obawiali się, że celem Hiszpanów będzie wyspa Wight lub cieśnina Solent, którą mogliby wykorzystać jako kotwicowisko, czekając, aż oddziały księcia Parmy będą gotowe do zaokrętowania. Książę nie miał jednak takiego zamiaru (o czym Anglicy nie mogli wiedzieć) i rozkazał swojej flocie: Ważne jest dla nas posuwanie się dalej, ponieważ ci ludzie nie mają zamiaru walczyć, lecz jedynie nas opóźniać. Walki toczone 4 sierpnia nie przyniosły zmiany sytuacji, Anglicy zużyli już większość kul i prochu, postanowili więc zachować resztę na decydującą bitwę w okolicach Dover.

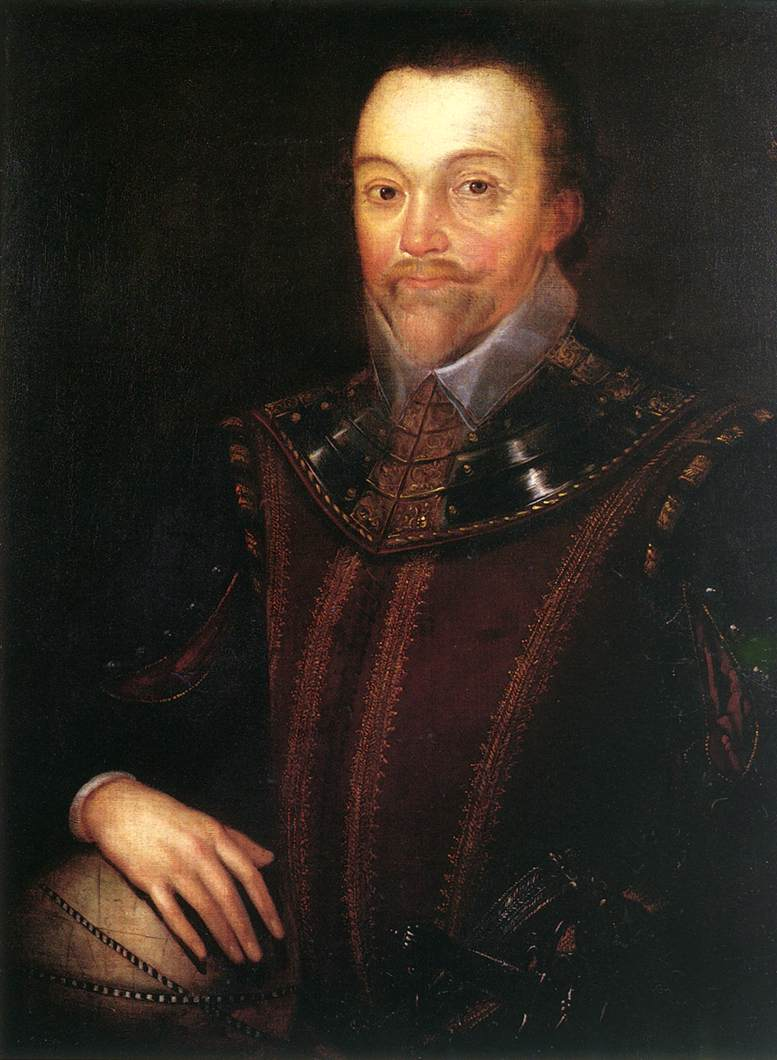
Angielski admirał sir Francis Drake na portrecie Marcusa Gheeraertsa Młodszego, 1590 lub później

Wielka Armada przybyła na redę w neutralnym francuskim porcie Calais 6 sierpnia, aby połączyć się z wojskami księcia Parmy i eskortować je na drugi brzeg kanału. Hiszpanie udali się do miasta, aby uzupełnić zapasy, wysłano też posłańca do księcia Parmy, aby skłonić go do przyspieszenia przygotowań. Tymczasem książę, który otrzymał wiadomość o wypłynięciu Armady dopiero 2 sierpnia, znajdował się w głównej kwaterze w Brugii, a jego wojska, czekające na załadunek na barki pod Dunkierką, były blokowane przez 30 uzbrojonych statków powstańców niderlandzkich. Ponieważ kotwicowisko floty nie miało naturalnej osłony, książę Medina-Sidonia rozkazał małym okrętom towarzyszącym flocie rozciągnięcie linii dozorowej od strony zachodniej, gdzie kilka mil dalej kotwiczyli Anglicy.
Anglicy, do których dołączyła kolejna eskadra dowodzona przez Henry’ego Seymoura, postanowili przełamać taktyczny impas. Po naradzie dowódców postanowiono zaatakować przeciwnika za pomocą branderów. Korzystając z pomyślnego kierunku wiatru i prądu pływowego, w nocy z 7 na 8 sierpnia, podczas pełni księżyca wypuścili na zakotwiczoną Armadę osiem branderów. Okazało się jednak, że dwa spośród branderów zostały podpalone zbyt szybko i Hiszpanie zdążyli sprawnie zareagować na grożące niebezpieczeństwo. Książę Medina-Sidonia rozkazał, aby pinasy odcięły sznury kotwic (użycie ręcznych kabestanów byłoby zbyt wolne), podniesiono żagle i wypłynięto w morze. Wbrew powszechnie głoszonym mitom, jakoby Hiszpanie w panice uchodzili na morze, manewr Armady był na tyle sprawny, że ucierpiał tylko jeden statek – galeas „San Lorenzo”, który podczas zderzenia stracił ster. Najważniejsze dla przyszłego rozwoju wypadków było jednak rozproszenie zwartego szyku obronnego Armady, jak również utrata kotwic, gdyż flota hiszpańska nie była w stanie zakotwiczyć ponownie pod Calais, z uwagi na przeciwny wiatr i silne prądy pływowe.

### Bitwa pod Gravelines
O świcie 8 sierpnia książę Medina-Sidonia stwierdził, że oprócz flagowego okrętu „San Martin” na dawnym kotwicowisku zajmowanym przed atakiem branderów towarzyszą mu jedynie cztery galeony – „San Juan de Portugal”, „San Marcos”, „San Juan Bautista” i „San Mateo”, a pozostała flota usiłuje dopiero odtworzyć szyk. 

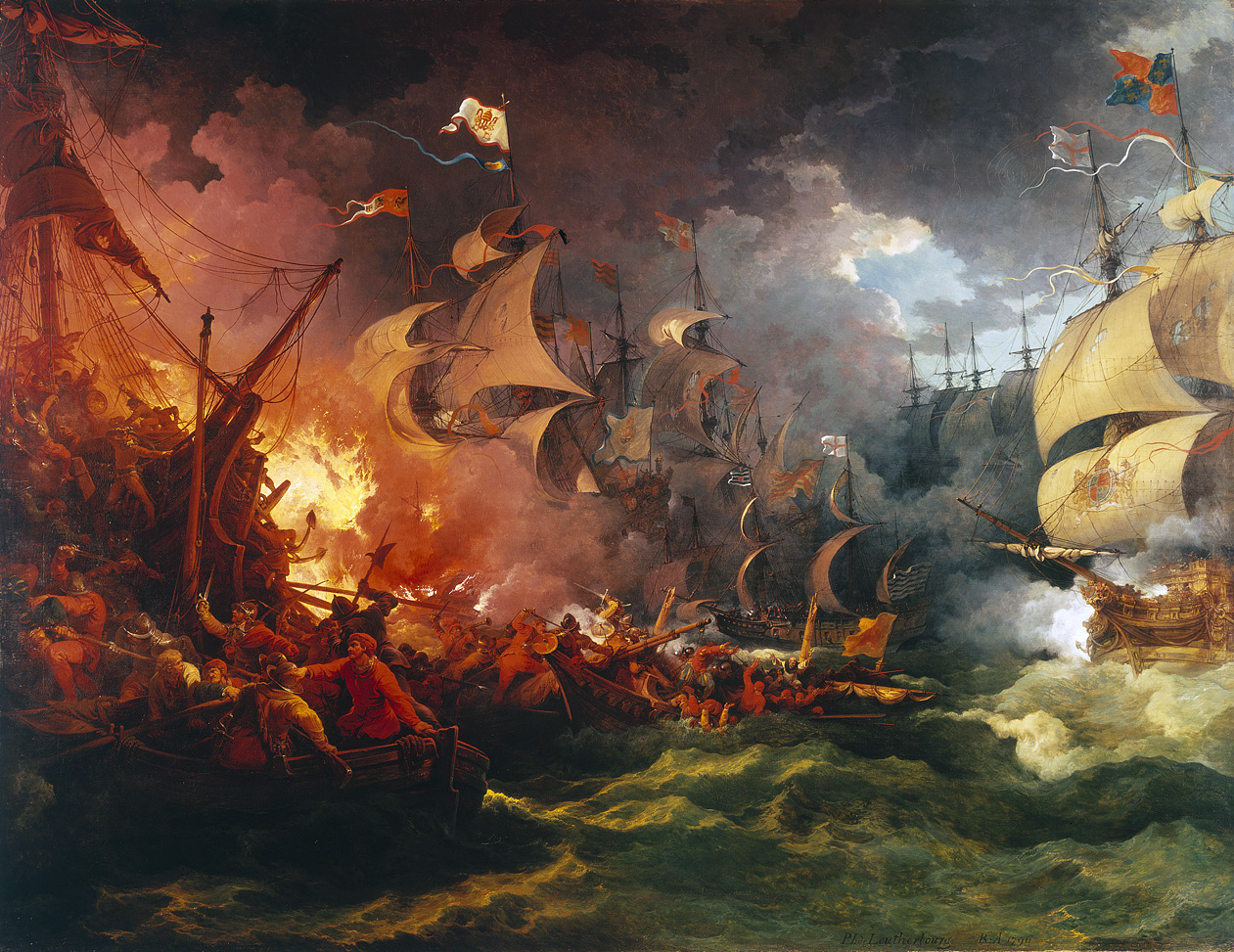
Obraz „Bitwa pod Gravelines” autorstwa Philippe’a-Jacques’a de Loutherbourga (olej na płótnie, 1796)

Okręty te miały przyjąć na siebie cały ciężar walki, kiedy ok. godziny 7 rano Anglicy ruszyli do ataku. Pierwsza do boju ruszyła eskadra Howarda, nie atakując jednak hiszpańskich galeonów, lecz osamotniony galeas „San Lorenzo”, który poprzedniej nocy osiadł na mieliźnie po utracie steru. Hiszpański okręt, będący flagową jednostką eskadry galeasów, był dla Howarda nadzieją na sowity łup (tak jak dla Drake’a kilka dni wcześniej „Rosario”), dlatego zostawił on walkę z Hiszpanami reszcie angielskiej floty. Po zaciętej godzinnej walce i śmierci swojego dowódcy Hugona de Moncady Hiszpanie przestali stawiać opór, a Anglicy przystąpili do rabunku, przerwanego po interwencji Francuzów. Cała operacja trwała około dwóch godzin, angażując znaczną część angielskich okrętów i szczęśliwie dla Hiszpanów dając im czas na ustawienie pozostałych okrętów w szyku obronnym.
W tym samym czasie pięć hiszpańskich galeonów toczyło ciężką bitwę obronną, wycofując się ku reszcie floty. Tym razem cała bitwa toczyła się w zasięgu strzału z muszkietu. Flagowy galeon „San Martin” (1000 ton wyporności, 48 ciężkich dział, załoga 161 marynarzy i 308 żołnierzy) przez blisko 2 godziny znajdował się pod intensywnym ostrzałem, otoczony przez „Revenge” Drake’a, „Victory” Hawkinsa i „Triumph” Frobishera; został trafiony ponad 200 razy kulami armatnimi, które poważnie uszkodziły takielunek i kadłub, zbudowany z drewna dębowego, oraz spowodowały znaczne straty wśród załogi. Okręt przetrwał jednakże całą bitwę oraz długą drogę powrotną do Hiszpanii, co wystawia portugalskim cieślom okrętowym bardzo dobre świadectwo.

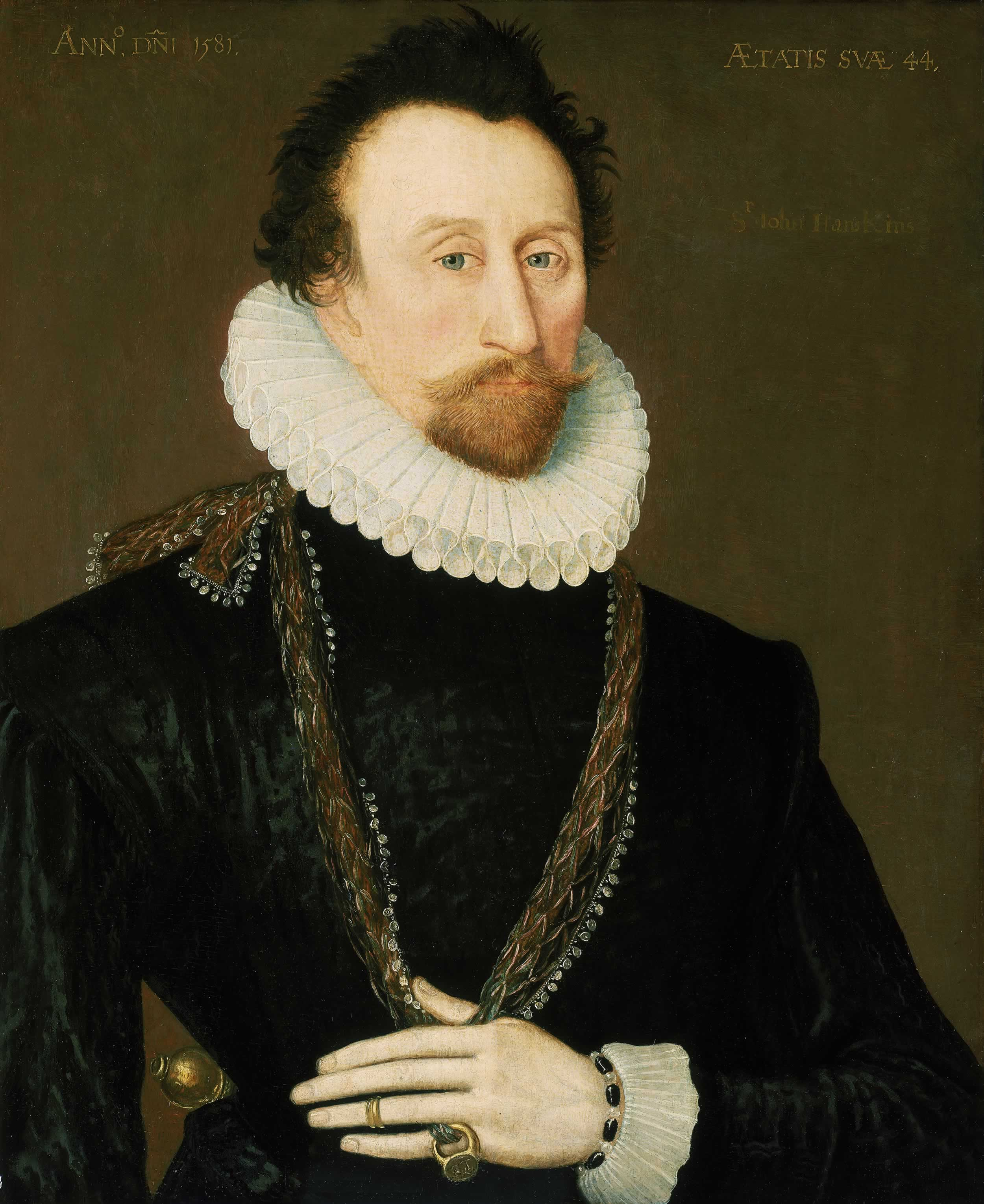
Angielski admirał sir John Hawkins na portrecie z 1581 roku

Do godziny 10 „San Martin” i towarzyszące mu hiszpańskie galeony połączyły się z resztą Armady, która według Williama Wintera dowodzącego „Vanguard” ...ustawiła się w kształt półksiężyca. Admirał i wiceadmirał znaleźli się w środku [...], a na skrzydłach znalazły się galeasy, portugalskie galeony i inne ich najlepsze okręty, po szesnaście na każdym skrzydle. Głównym celem Anglików był atak na skrzydła Armady, złamanie jej szyku i zepchnięcie okrętów ku mieliznom Flandrii. Wszystkie angielskie eskadry zaangażowały się w walkę z niewielkiej odległości, która uwidoczniła ich przewagę w artylerii. Nieustanne ataki Anglików zaczęły przynosić skutek, około godziny 13 w szyk Hiszpanów powoli wkradł się chaos. Cztery hiszpańskie statki zderzyły się z sobą i zostały poważnie uszkodzone. Najwięcej zniszczeń i ofiar było na największych hiszpańskich okrętach, tworzących straż tylną wycofującej się na północny wschód Armady. Karaka („nao”) „La Maria Juan”, należąca do eskadry biskajskiej, zatonęła, galeony „San Mateo” i „San Felipe”, wchodzące w skład eskadry portugalskiej, były tak uszkodzone, że nocą zdryfowały na flandryjskie mielizny. Ich załogi poddały się następnego dnia flocie powstańców niderlandzkich. Do niewoli wzięto dla okupu tylko oficerów-szlachciców, pozostałych zabito zgodnie z ówcześnie obowiązującym prawem wojennym uchwalonym przez Stany Generalne Niderlandów.

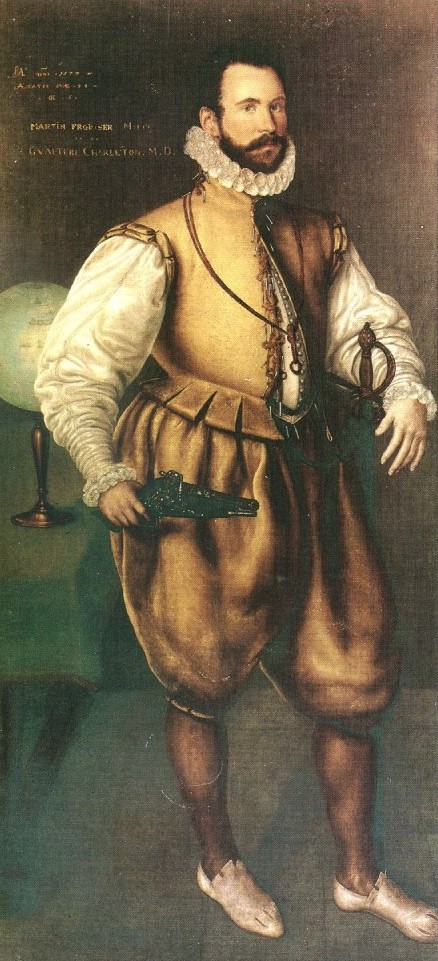
Angielski admirał Martin Frobisher, portret Cornelisa Ketela, około 1577

Około godziny 16 Anglikom zaczęło brakować kul i prochu. William Winter szacował, że jego okręt „Vanguard” wystrzelił ponad 500 kul (około 12 na działo); zważywszy, że bitwa trwała ok. 8 godzin, są to dane wiarygodne. Hiszpański ostrzał artyleryjski był o wiele mniej intensywny, ale wynikało to z mniejszej szybkostrzelności ich dział. W wielu źródłach powtarza się mit, jakoby Hiszpanom zabrakło w tej bitwie amunicji i bronili się jedynie z muszkietów. Nie jest to zgodne z prawdą. Jak wykazały przeprowadzone w latach 70. i 80. XX wieku dokładne badania archeologiczne wraków hiszpańskich okrętów, które rozbiwszy się w drodze powrotnej u wybrzeży Szkocji i Irlandii, zachowały się, dzięki zimnym wodom Północnej Europy, w bardzo dobrym stanie – najwięcej zużyto kul do muszkietów i małych działek okrętowych: falkonów i falkonetów. Badania te potwierdziły również, że walki toczyły się z bardzo małej odległości, o czym świadczą liczne angielskie kule muszkietowe (obok, oczywiście, kul armatnich) tkwiące w kadłubach wraków, takich jak choćby „El Gran Grifón”, flagowy okręt eskadry holków.

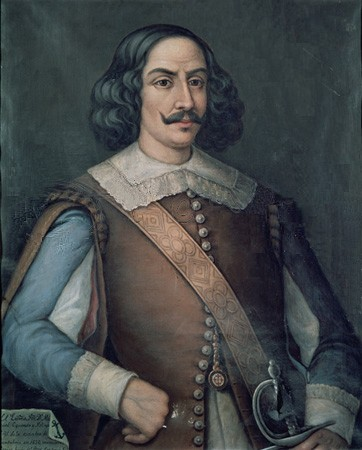
XVII-wieczny portret hiszpańskiego admirała Miguela de Oquendo, dowódcy eskadry z Gipuzkoi

Armada, pomimo rozbitego szyku i uszkodzonych okrętów, nadal istniała jako flota i stanowiła poważną siłę. Admirał Howard trafnie oceniał sytuację: Ich moc jest nadzwyczaj wielka i wspaniała, ale po troszeczku wyskubujemy im piórka. Książę Medina-Sidonia zamierzał kontynuować bitwę następnego dnia, gdyż tylko tak mógł powrócić pod Calais, aby połączyć się z księciem Parmy. Hiszpanie stracili kilkuset zabitych i drugie tyle rannych, ale nie zapał do walki. Następnego dnia, rankiem 9 sierpnia, gdy obie floty, szykujące się do bitwy, znalazły się blisko siebie w odległości ok. 25 mil na północny wschód od Calais, wiatr ucichł. Anglicy czekali na kotwicy na rozwój wypadków, a prąd pływowy znosił Armadę prosto na mielizny Flandrii. Sytuacja była bardzo niekorzystna dla Hiszpanów, nie mieli oni bowiem złudzeń, jaki czeka ich los, gdy wpadną w ręce powstańców niderlandzkich, którzy pamiętali niedawne okrucieństwa żołnierzy księcia Alby. Na pokładach odprawiano msze i spowiadano się, morale Hiszpanów znacznie spadło. Niespodziewany ratunek nadszedł, gdy zerwał się wiatr z południa i odepchnął Armadę od wybrzeża. Książę Medina-Sidonia zwołał naradę wojenną i był za kontynuowaniem walki, ale poparł go tylko jeden z admirałów Juan Martinez de Recalde, pozostali byli przeciwni, ale zachowali milczenie. Książę oskarżył niektórych dowódców o tchórzostwo, jednego z nich kilka dni później powieszono. W końcu jednak zdecydowano, że przeciwny wiatr, silne pływy i flota angielska nie pozwolą na odzyskanie pozycji pod Calais, postanowiono więc wracać do La Coruny, opłynąwszy dookoła Wyspy Brytyjskie.

### Ostateczna zagłada
Decyzja o powrocie przez Morze Północne i Atlantyk, podjęta przez księcia Medina-Sidonia, wynikała z trzeźwej oceny sytuacji, w jakiej znalazła się Wielka Armada. Hiszpanie mieli w swoich szeregach doświadczonych nawigatorów i pilotów, dysponowali również mapami ww. obszarów drukowanymi przez flamandzkiego kartografa Merkatora. Nie mogli oczywiście przewidzieć warunków pogodowych, siły i kierunku wiatru, nie wiedzieli też o istnieniu Prądu Zatokowego na północ od Wysp Brytyjskich, ale spotykane w niektórych źródłach stwierdzenie, jakoby trasa powrotna Armady była wielkim błędem, jest tylko kolejnym mitem. Podobnie nieprawdziwe są informacje, jakoby Hiszpanie nie mieli statków przystosowanych do żeglowania po wodach Północnej Europy. Dotyczyć to może tylko 4 galer, które wycofały się z rejsu już na początku wyprawy. Hiszpańskie galeony i karaki były ówcześnie jedynymi europejskimi statkami odbywającymi regularne rejsy po wszystkich oceanach do Indii Wschodnich, Indii Zachodnich i na Filipiny. Większość statków zaopatrzeniowych Armady to zarekwirowane statki kupieckie, kursujące regularnie po Morzu Północnym i Bałtyckim.
Hiszpanie obrali kurs na północ, przygotowawszy uprzednio swoje statki do drogi, rozdzielając między nie zapasy żywności i słodkiej wody; za burtę wyrzucono przewożone na potrzeby sił inwazyjnych konie kawaleryjskie i muły, gdyż nie było dla nich wystarczającej ilości wody. Flota angielska, pozbawiona prawie zupełnie amunicji i żywności, podążała za Hiszpanami, nie znając ich zamiarów, z wyjątkiem eskadry Seymoura, która zawróciła na południe na wypadek, gdyby książę Parmy próbował samodzielnie inwazji. Pod Londynem w Tillbury oczekiwała też główna angielska armia lądowa, złożona z 21 tys. żołnierzy pod dowództwem faworyta królowej Elżbiety, Roberta Dudleya – tylko 4 tys. spośród nich walczyło wcześniej w Niderlandach, pozostali to nieprzeszkolona milicja. 18 sierpnia królowa dokonała przeglądu wojsk i wygłosiła do żołnierzy mowę w celu podniesienia ich morale.
Kiedy 13 sierpnia Armada minęła zatokę Firth of Forth w Szkocji, dla Anglików stało się jasne, że inwazja już im nie grozi, zaraz też zawrócili do portów. Natychmiast po powrocie flota została zdemobilizowana – zwolniono 14 472 z 15 925 marynarzy, gdyż ówczesna Anglia w porównaniu z Hiszpanią czy Francją nie była państwem zamożnym i nie była w stanie utrzymywać zawodowej armii. Należy pamiętać, że życie XVI-wiecznych marynarzy było niezwykle ciężkie. Wielu z nich chorowało i wkrótce zmarło na czerwonkę, tyfus plamisty lub z głodu. Oblicza się, iż mogło to być 6–8 tys. ludzi, podczas gdy w walce z Armadą Anglicy stracili zaledwie ok. 100 zabitych i ani jednego okrętu. Będąc pod wrażeniem losu marynarzy, Howard i Drake założyli w 1590 roku specjalny fundusz, przekształcony 2 lata później w przytułek dla chorych i starych marynarzy, gdyż po likwidacji klasztorów przez Henryka VIII w czasach reformacji nie było w Anglii żadnej instytucji charytatywnej, która mogłaby im pomagać.

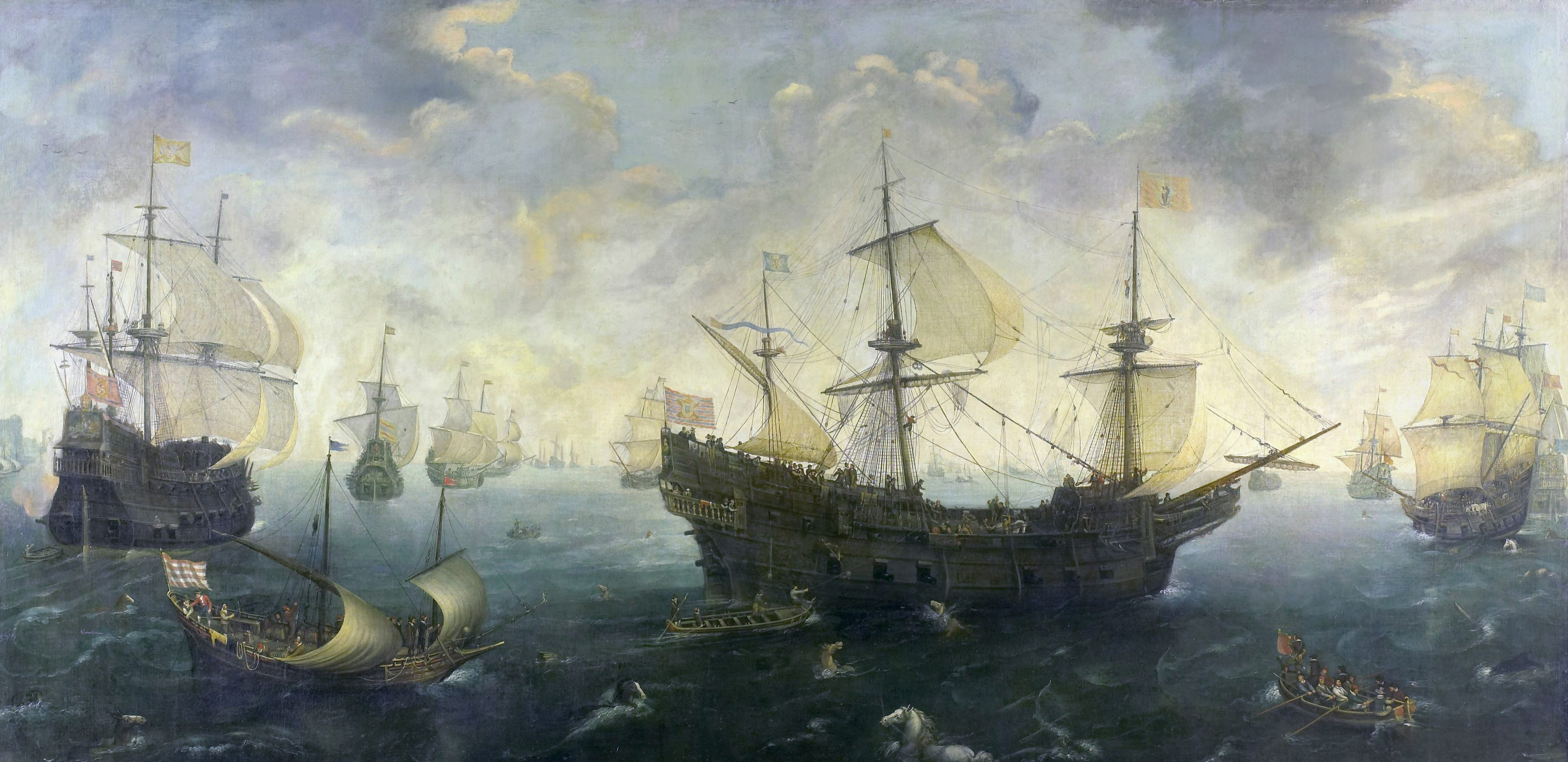
„Wielka Armada u wybrzeży Anglii”, obraz Cornelisa Claesza van Wieringena z początku XVII wieku

Pomimo niesprzyjających wiatrów i mgieł większość statków Armady przepłynęła 20 sierpnia między Szetlandami a Orkadami, będąc na właściwej szerokości geograficznej, chociaż niektóre sztorm zepchnął aż do wybrzeży Norwegii, a jeden z nich, „El Gran Grifón”, okręt flagowy eskadry holków, rozbił się na skałach. Hiszpanie zamierzali teraz płynąć kilkaset mil na zachód, a później skręcić na południe, aby ominąć skaliste wybrzeże Irlandii. Pogoda była jednak niesprzyjająca, 24 sierpnia silny wiatr rozproszył część statków, które, uszkodzone wcześniej wskutek ostrzału, miały ograniczone właściwości morskie. Niektóre z nich zatonęły, jak np. zaopatrzeniowiec „La Barca de Amburgo”, którego załogę uratował inny statek, ale żeglujące samotnie nie miały tyle szczęścia – na Atlantyku zaginęły m.in. „La Trinidad” (eskadra andaluzyjska) i „La Castillo Negro” (eskadra holków). Na dodatek Armadę spowalniał Prąd Zatokowy, o którego istnieniu na tej szerokości geograficznej Hiszpanie nie wiedzieli. W czasach przed wynalezieniem chronometru nie potrafiono wyznaczyć dokładnie długości geograficznej, dlatego większość rozproszonych statków nie znała swego położenia. Książę Medina-Sidonia zanotował: Modlę się do Boga, żeby w swojej łaskawości zesłał nam dobrą pogodę, żeby Armada mogła wkrótce zawinąć do portu. Tak bardzo brakuje nam bowiem zapasów, że jeśli za nasze grzechy ta wyprawa potrwa jeszcze dłużej, wszyscy zginiemy. Już teraz jest wielu chorych i umierających. Zwarta grupa ok. 60 statków pod dowództwem księcia Medina-Sidonia minęła 14 września południowe brzegi Irlandii, ale pozostałe, zaskoczone przez silny sztorm, który trwał w tym rejonie między 12 a 21 września, zostały zepchnięte z kursu i ok. 40 z nich rozbiło się na zachodnim wybrzeżu Szkocji i Irlandii (od Ulsteru po Kerry). 

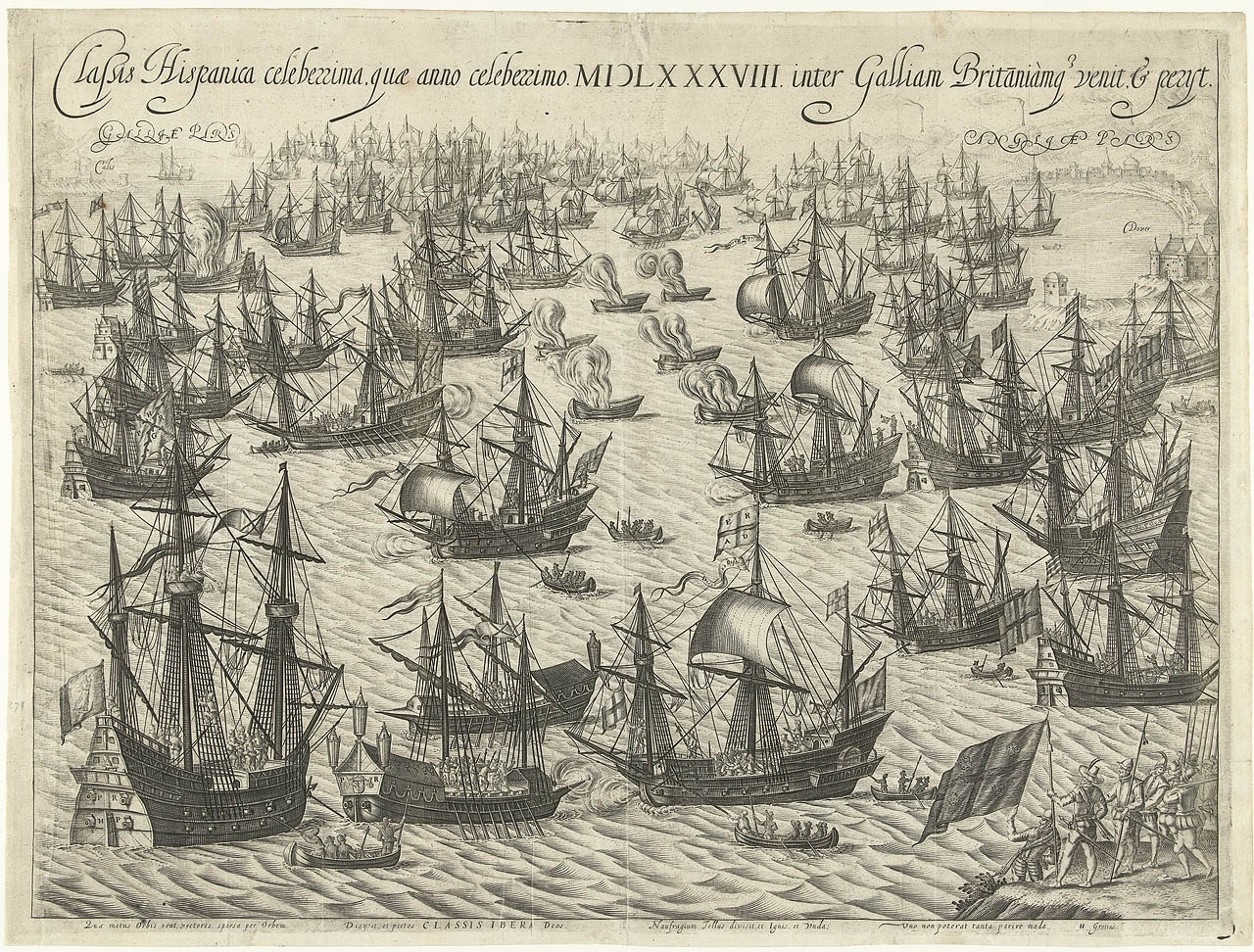
Klęska Wielkiej Armady, sztych z przełomu XVI i XVII wieku, autor nieznany

Ci spośród rozbitków, którzy przeżyli i znaleźli się w neutralnej Szkocji, mogli mówić o szczęściu – książę Parmy wysłał po nich później statek. Los tych, którzy wylądowali w Irlandii, okazał się dużo gorszy. Lord namiestnik Irlandii William FitzWilliam rozkazał bowiem zabić wszystkich, których uda się ująć. Wyczerpani rozbitkowie nie byli w stanie stawiać oporu, większość z nich zabito już na wybrzeżu, pozostałych, ujętych, poddano przesłuchaniom, nierzadko torturom, a następnie powieszono. Ocalało tylko niewielu wyższych oficerów, za których zamierzano wziąć okup, oraz nieliczni, którzy ukryli się wśród Irlandczyków, a następnie przedostali do Szkocji. Na wybrzeżach Irlandii zginęło ok. 5 tys. Hiszpanów, w tym jeden z dowódców Armady Alonso de Leiva, który podobnie jak ok. 1300 osób, w tym rozbitkowie z dwóch innych statków, nie przeżył katastrofy galeasu „La Girona”.
21 września główna część ocalałej Armady, ok. 50 statków, dotarła do Santander. Rozproszone statki, którym udało się przetrwać, docierały do hiszpańskich portów jeszcze przez kilka tygodni. Ich załogi były w fatalnym stanie, wielu chorowało na szkorbut oraz cierpiało z głodu i pragnienia. Jeden ze statków osiadł na mieliźnie, ponieważ załoga nie była już w stanie refować żagli. Chociaż po zejściu na ląd załogi otoczono opieką w przyklasztornych szpitalach, sporo wycieńczonych zmarło, w tym jeden z ważniejszych hiszpańskich admirałów Juan Martinez de Recalde. Armada utraciła połowę swych statków, do Hiszpanii powróciło tylko 65 jednostek. Straty w ludziach szacuje się w zależności od źródeł na 12–20 tys. żołnierzy i marynarzy. Ostatni do Hiszpanii wrócili, po zapłaceniu okupu, wzięci do niewoli przez Drake’a Pedro de Valdez w 1593 i reszta jego ludzi w 1597 roku.
Król Hiszpanii Filip II, który w czasie, gdy Armada była na morzu, modlił się codziennie za powodzenie wyprawy, przyjął klęskę z nabożną rezygnacją. Nastrój żałoby panował w całej Hiszpanii. Triumfowano natomiast w Anglii i Niderlandach, gdyż dla ówczesnych, głęboko wierzących ludzi, był to dowód, że Bóg popiera protestantów. Jeden z mnichów przebywających na dworze hiszpańskiego monarchy bardzo trafnie podsumował sytuację: Klęska floty jest nieszczęściem, nad którym będziemy płakać przez wieki [...] pozbawiło nas bowiem szacunku i dobrej sławy, jaką cieszyliśmy się dotychczas wśród wojowniczych narodów [...]. Wszędzie w Hiszpanii wzbudziło to niezwykłe uczucie [...]. Cała prawie przywdziała żałobę [...]. Ludzie nie mówili o niczym innym.

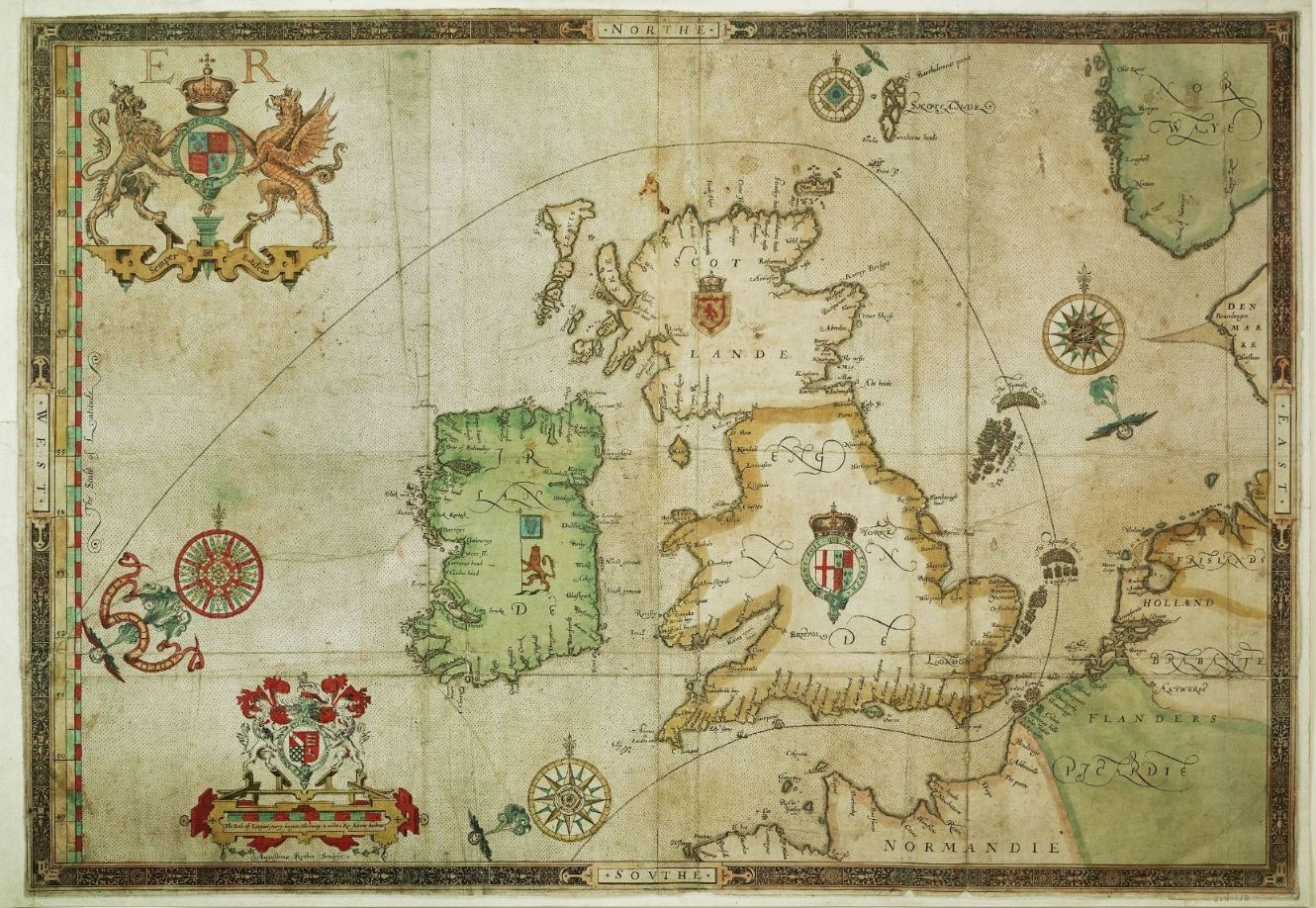
Mapa z 1590 roku, przedstawiająca trasę Wielkiej Armady wokół Wysp Brytyjskich

## Podsumowanie
„Klęska Wielkiej Armady spowodowała utratę hiszpańskiej dominacji na morzu na rzecz Anglików” – to największy mit dotyczący nieudanej wyprawy Armady. Nie ma on absolutnie nic wspólnego z rzeczywistością. Po bitwie Hiszpania pozostawała nadal największą europejską potęgą, posiadającą (po objęciu portugalskiego tronu przez Filipa II) rozciągające się na pięciu kontynentach bogate imperium kolonialne, nad którym nie zachodzi słońce, a Anglia – ubogim krajem, którego królowa nadal czerpała zyski z korsarskich wyczynów swoich podwładnych, aby polepszyć swoją sytuację finansową.
Poważnym skutkiem wyprawy Armady była zmiana taktyki bitew morskich wszystkich europejskich flot. Angielski historyk George Trevelyan napisał: Dla sir Francisa Drake’a okręt wojenny był pływającą baterią; dla księcia Mediny-Sidonii była to platforma służąca do wyprowadzenia do akcji szermierzy i muszkieterów... Nie żołnierz pokładowy, tylko ogień całą burtą uczynił Anglię panią mórz. Ale zanim to się stało, Anglia musiała pokonać w XVII wieku Holandię, po trzech stoczonych wojnach morskich, w których zaznała wielu upokarzających porażek, a w XVIII wieku nową rywalkę, Francję, po wojnie siedmioletniej, która dopiero zapewniła jej dominację morską i kolonialną.

Tymczasem wojna angielsko-hiszpańska trwała nadal. Król Filip II zarządził remont i rozbudowę floty oraz uzupełnienie załóg i uzbrojenia okrętów. Jak powiedział jeden z jego doradców: Najważniejsze, byśmy okazali wielką odwagę i dokończyli to, co rozpoczęliśmy. Hiszpanie zmieniali swoją taktykę morską, zbudowali też serię 12 ogromnych galeonów (1500 ton wyporności) noszących imiona apostołów, mających lepsze uzbrojenie i właściwości morskie.

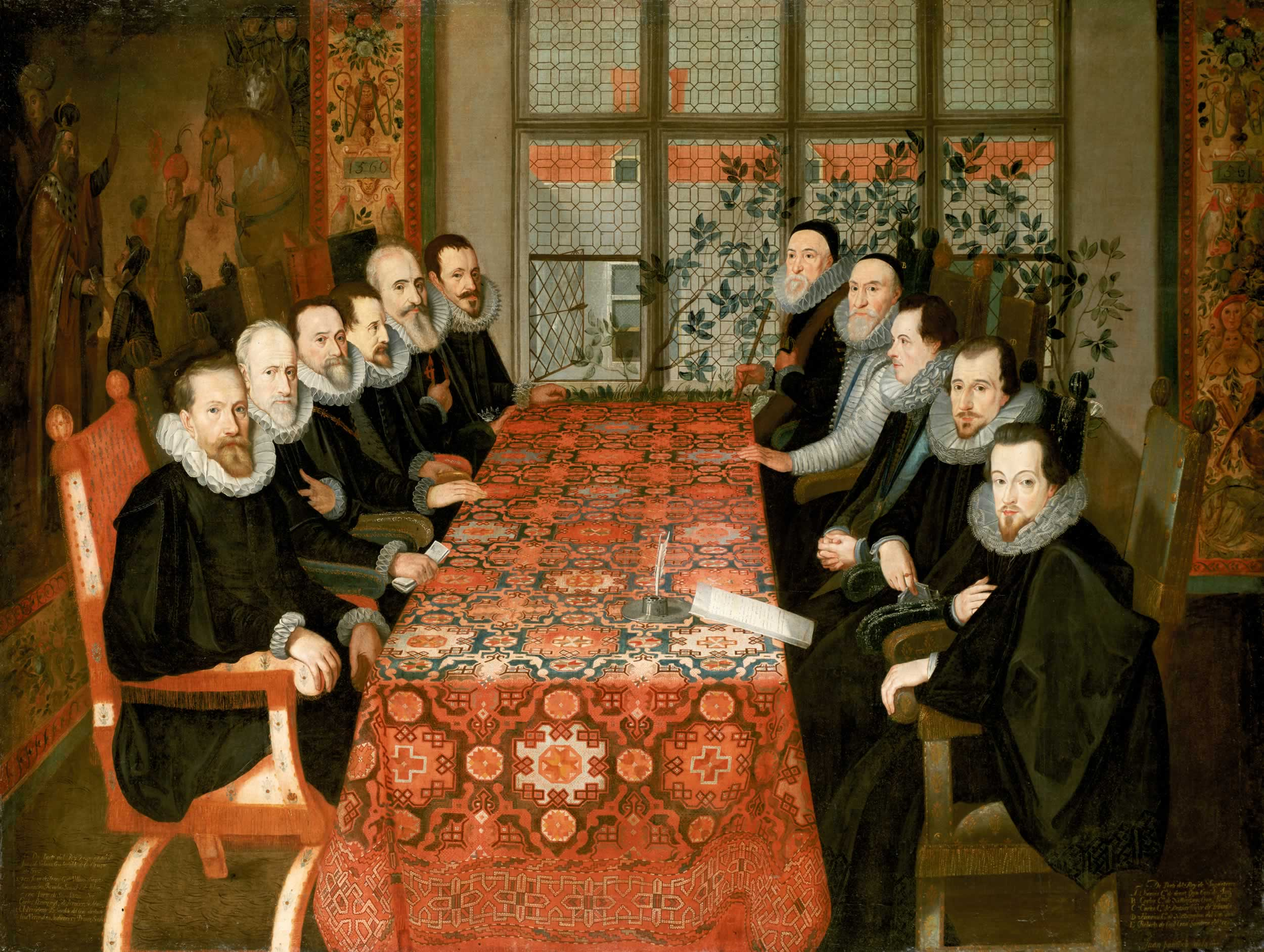
Konferencja w Somerset House w Londynie w 1604 roku, podczas której podpisano pokój londyński, kończący wojnę angielsko-hiszpańską trwającą w latach 1585–1604, malarz nieznany, 1604 (delegacja hiszpańska po lewej stronie; delegacja angielska po prawej stronie; w jej składzie, na drugim miejscu od okna, Lord Wysoki Admirał Charles Howard, dowódca floty angielskiej)

W latach 1590 i 1591 w pobliżu Azorów odparli oni atak Anglików na flotę skarbów, zdobywając w walce galeon „Revenge”, znany z walk z Armadą. Hiszpańskie miasta też były lepiej przygotowane na atak z morza, angielska wyprawa odwetowa z 1589 na La Corunę i Lizbonę zakończyła się połowicznym sukcesem, odparto ataki Drake’a i Howarda w 1596 na Panamę i Puerto Rico. Udał się natomiast atak na Kadyks w tym samym roku pod dowództwem nowego faworyta Elżbiety, hrabiego Essex.
Hiszpanie jeszcze trzykrotnie zbierali przeciw Anglii Armadę w 1596, 1597 i 1601, ale jej wyjście w morze powstrzymały niesprzyjające warunki pogodowe. Nie bez znaczenia pozostawał fakt, że o ile za pierwszym razem Hiszpanie przeceniali swoje szanse, to później mając w pamięci smutne doświadczenia – nie doceniali ich. A przecież, jak przyznaje angielski historyk Goeffrey Parker, Armada w 1588 roku była o krok od zwycięstwa. Szacuje on, że siły księcia Parmy w ciągu dwóch tygodni zajęłyby Kent i Londyn oraz zmusiły królową Elżbietę I do zawarcia upokarzającego traktatu pokojowego. Tymczasem zdumiona Europa była świadkiem upadku prestiżu niepokonanego dotychczas mocarstwa morskiego – co, jak się okazuje, było najważniejszym aspektem klęski Wielkiej Armady.
Wojna angielsko-hiszpańska zakończyła się w 1604 roku, po zawarciu pokoju londyńskiego, który gwarantował angielskim kupcom swobodę handlu, co pozwoliło Anglii na bogacenie się dzięki handlowi. Klęska Wielkiej Armady umożliwiła budowę angielskiego i holenderskiego imperium kolonialnego, które zapewne nie powstałyby, gdyby Armada zwyciężyła. Długa i wyczerpująca rywalizacja z Holandią doprowadziła w końcu do ruiny Hiszpanię, która nie była w stanie sprostać bieżącym wydatkom mimo napływu bogactw z kolonii. Hiszpańscy monarchowie musieli parokrotnie ogłaszać bankructwo (odbywało się to poprzez zamianę wszystkich państwowych pożyczek wysokoprocentowych i krótkookresowych na niskoprocentowe i długoterminowe). Kres hiszpańskiej potędze morskiej położyła dopiero w 1639 roku bitwa na płyciźnie Downs, po której nie byli oni w stanie szybko odbudować swojej floty. Upadek militarny i polityczny Hiszpanii podsumowują bitwa pod Rocroi w 1643, pokój westfalski w 1648 z uznaniem wolnych Niderlandów Północnych, oraz pokój pirenejski w 1659 roku.

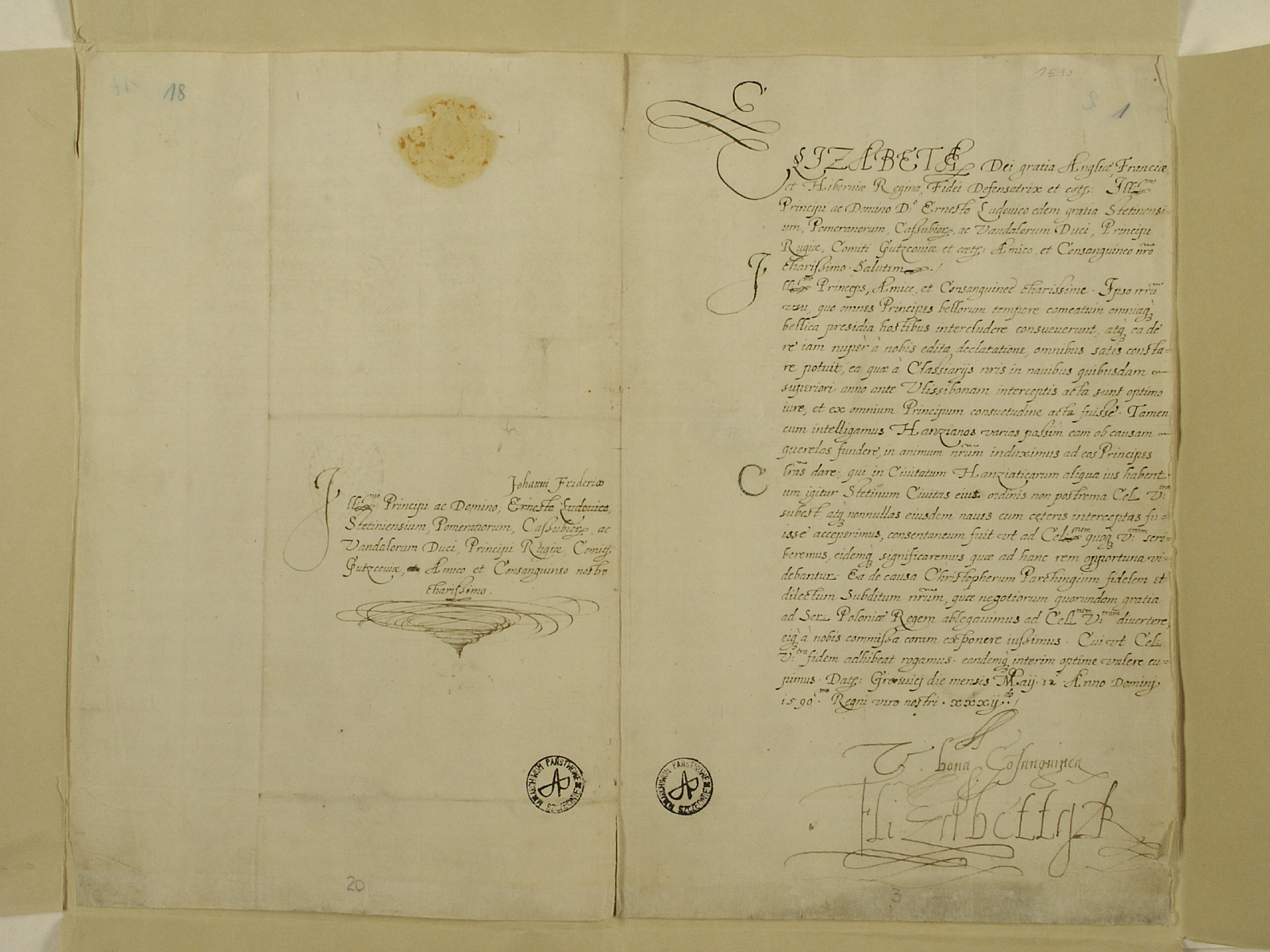
List królowej Anglii Elżbiety I do księcia pomorskiego Jana Fryderyka z 15 maja 1590 roku o zatrzymaniu przez flotę angielską statków kupców szczecińskich płynących do Portugalii, gdyż złamały one ogłoszoną przez królową Elżbietę blokadę portów hiszpańskich i portugalskich podczas konfliktu z królem Filipem II (ze zbiorów Archiwum Państwowego w Szczecinie)

Klęska Armady umocniła pozycję protestantów na północy Europy, choć nie położyła kresu wojnom religijnym. Protestanci byli przekonani, że zwyciężyli dzięki łasce Bożej, na co wskazuje medal wybity z tej okazji w Anglii. Wyryto na nim napis: Flavit יהוה et dissipati sunt 1588 (Zadął JHWH i zostali rozproszeni, 1588).